# 三菱Galant
三菱Galant（日语：三菱·ギャラン）乃日本三菱汽車於1969年至2013年之間所開發生產的緊湊型轎車（第1至4代）或中型車（第5至9代）。

## 概要
在三菱汽車的發展史上，該車款承襲三菱Colt 1200/1500而來，前4代屬於緊湊型轎車，自第5代起演變成中型車。為了進一步做出市場區隔及提高銷售量，三菱Lancer的外觀設計總是趨近Galant。此車款發展的歷史悠久，臺灣的中華汽車工業曾在2004年、中國的東南汽車曾在2006年分別予以國產化（後述）。但2005年12月因為日本國內的轎車銷售嚴重萎縮，原廠忍痛停止開發後續車型。關於車名的由來，「Galant」在法語中意為「勇敢」、「華麗」。
依據原廠的命名，本條目一併記載下述車名：
- 三菱Colt Galant（日语：三菱·コルト ギャラン）
- 三菱Galant Σ（日语：三菱·ギャランΣ）
- 三菱Galant Σ Hardtop（日语：三菱·ギャランΣハードトップ）
- 三菱Galant Sports（日语：三菱·ギャラン スポーツ）

至於雙門轎跑車的三菱Galant GTO、三菱Galant Coupe FTO、三菱Galant Λ等，則請參照各別條目。

## 歷史

### 第一代A51/52/14/16/17L系（1969年-1973年）
1969年 - 12月以「三菱Colt Galant」之名正式問世，同時也是原廠第一輛外銷北美市場的車種。車身外型參考來自義大利籍設計師喬蓋托·喬治亞羅的方案，由三橋慎一所領軍的設計部所完成，採用當時走在時尚尖端的「楔子流線造型」（（日語）ダイナウェッジライン）而廣獲好評，車頭為兩顆方形大燈。1.3L直列四缸SOHC 4G30型引擎為AI系列、1.5L直列四缸SOHC 4G31型引擎為AII系列，依配備多寡區隔成七種車型；旅行車車型的「Estate V」也區分成三門或五門的車體風格。
1970年 - 5月追加雙門硬頂型轎跑車，AII系列的「Custom L」車型追加三速自排變速箱。同年10月性能版車款三菱Colt Galant GTO正式發售，車門飾板與Colt Galant雙門硬頂車型共用，但斜背的外觀造型較為運動化，車尾翹起的鴨尾造型則為日本車壇首見。
1971年 - Colt Galant開始外銷美國市場，它是三菱汽車在北美發售的第一個車款，透過克萊斯勒的銷售網路。兩家公司合作的契機是前者希望進軍北美市場，卻苦於尚未建立銷售通路；而後者眼見國內對緊湊型轎車的需求日益增多，卻苦於難以即時調整產品陣容。於是三菱同意克萊斯勒收購其15%的股權，並更換廠徽銘牌成「道奇Colt」（美國）或「普利茅斯Colt」（加拿大，後來改稱普利茅斯Cricket）。車體風格分成雙門無B柱硬頂型轎跑車、雙門硬頂車、四門轎車及五門旅行車，動力來源為1.6L直列四缸SOHC 4G32型引擎，可搭配四速手排或三速自排變速系統。
同年3月日本市場實施小改款，全車系的大燈改成四顆圓形造型。9月四門轎車部分改良，動力心臟改採1.4L直列四缸SOHC 4G33型、1.6L直列四缸SOHC 4G32型等二種，變更儀表板設計，原AII Custom L改成「16L GL」、AI Sports改成「14L SL」車型。
Colt Galant同時也是三菱汽車進入紐西蘭市場的第一個車種，授權總代理陶德公司自1971年起進口少量二門硬頂轎跑車型，翌年開始在佩通工廠下線組裝（和希爾曼Avenger/Hunter同一條生產線），1974年以降移至普羅魯阿工廠。
1973年 - 元月二門硬頂轎跑車「GL」車型換裝1.7L直列四缸SOHC 4G35型引擎。為了因應日本新頒布的汽車廢氣排放標準，四門轎車型的引擎加裝廢氣淨化技術「三菱MCA系統」。另外，克萊斯勒位於澳大利亞墨爾本港的工廠（前身屬於魯特斯集團）下線生產換牌的「克萊斯勒Valiant Galant」，在當地市場獲得不錯的成績，後來移往東士利公園工廠生產。

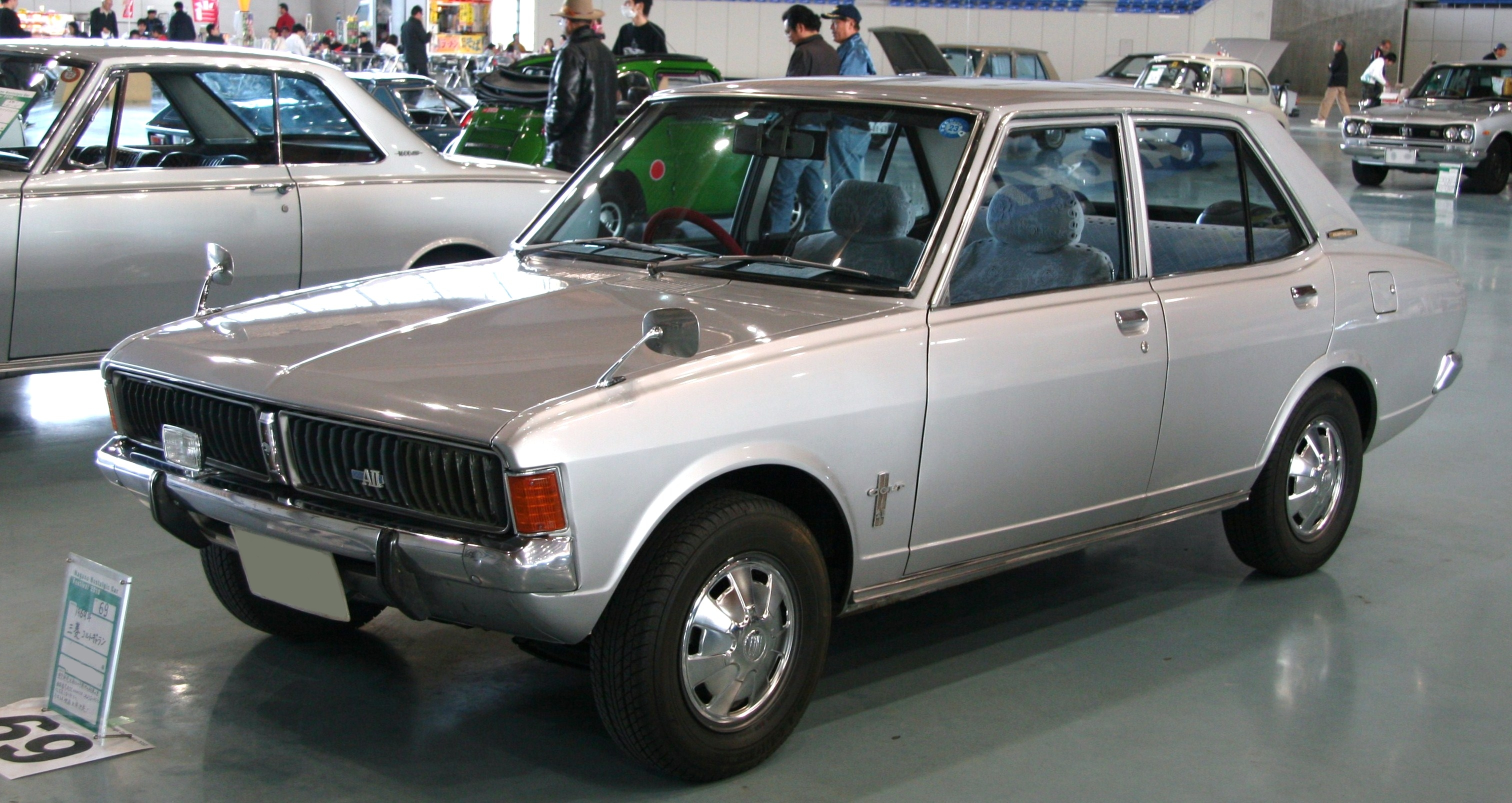
A II Custom L四門轎車
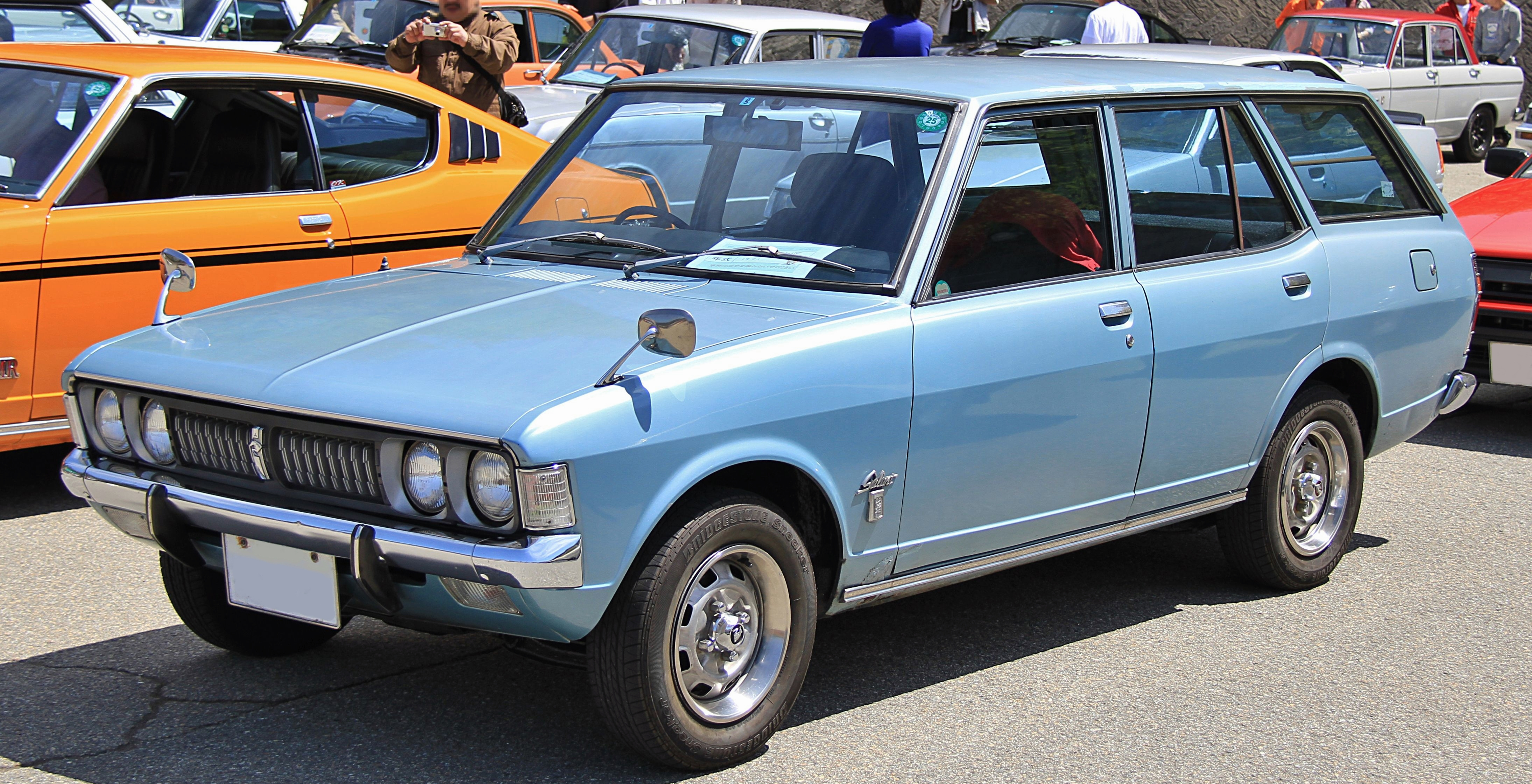
Estate V 16L GL五門旅行車
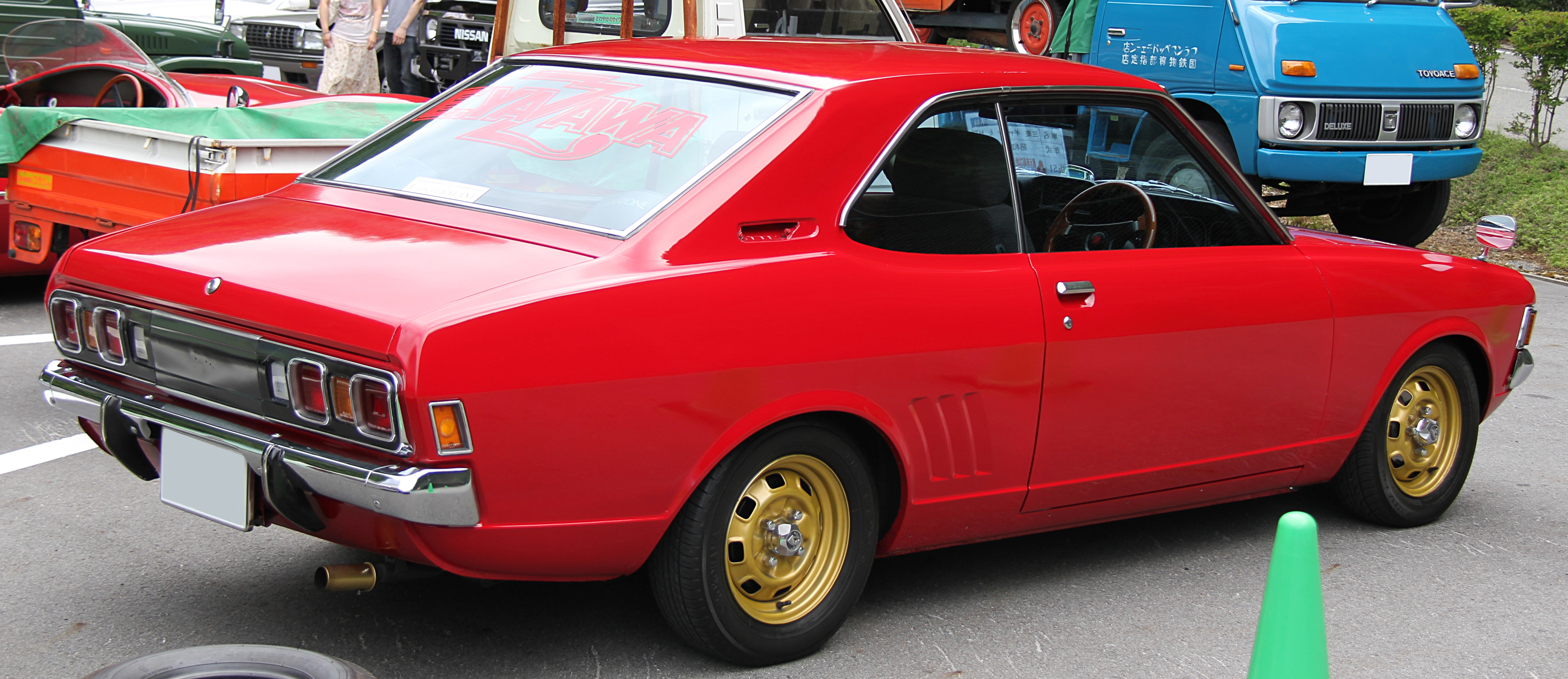
Hardtop 16L二門硬頂轎跑車
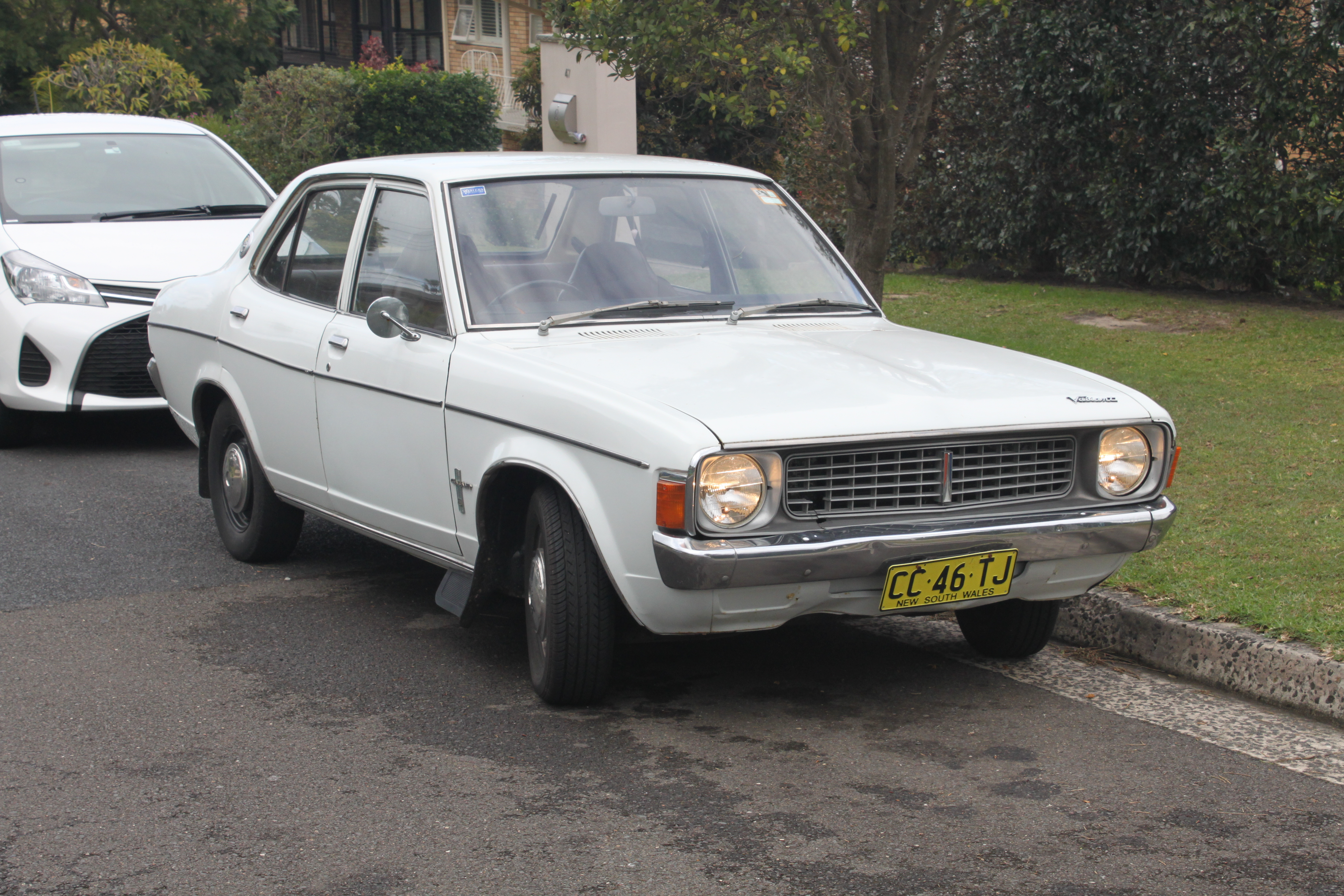
克萊斯勒Valiant Galant車頭，攝於澳洲
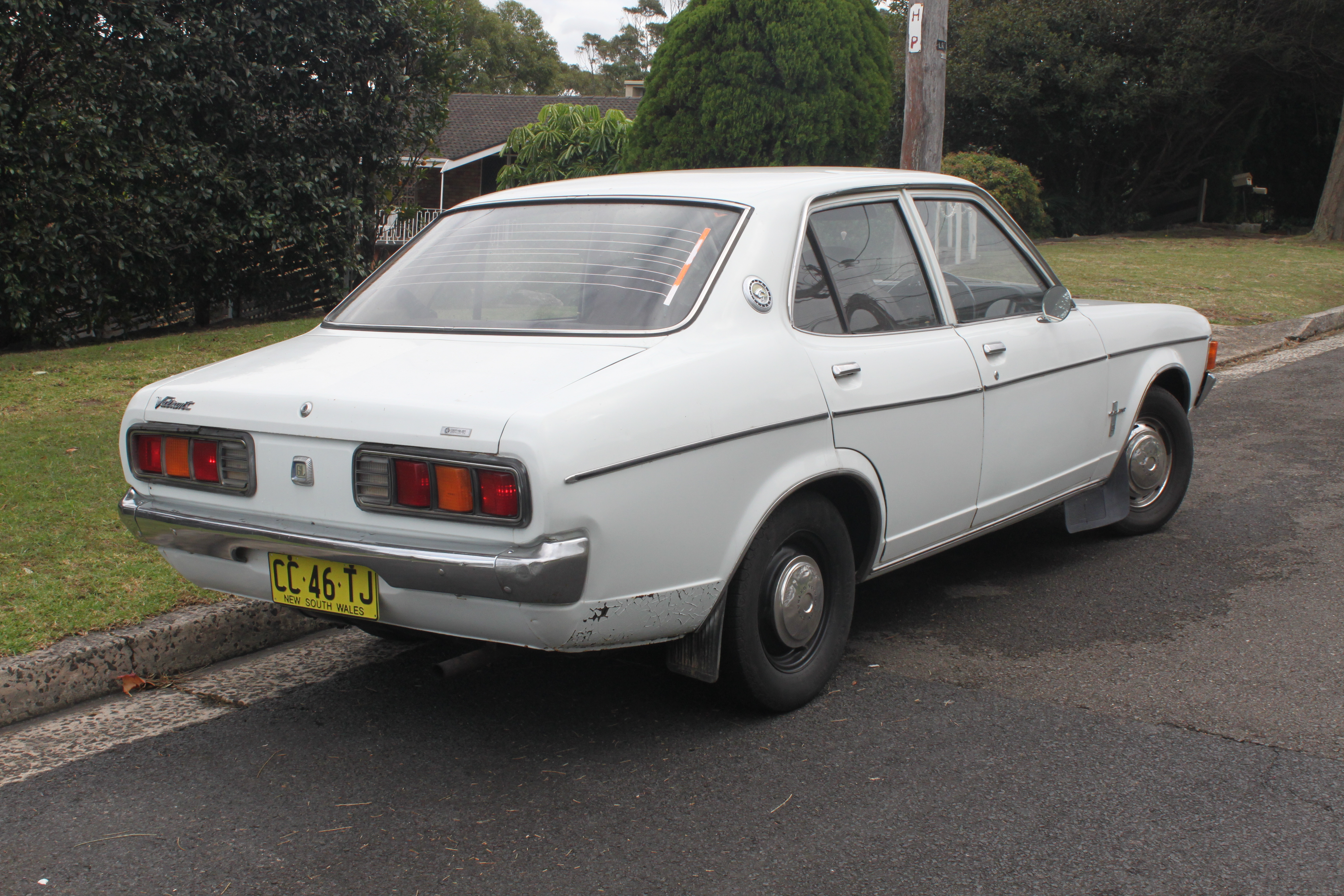
克萊斯勒Valiant Galant車尾

### 第二代A112/114/115/117系（1973年-1977年）
1973年 - 5月24日實行大改款，並將車名去除「Colt」改成「三菱Galant」。車身尺寸放大但軸距維持2,420mm，而車體風格分成二門硬頂型轎跑車、四門轎車、五門旅行車等三種，並將旅行車加上「Estate Van」之副車名。動力來源除沿用原1.6L直列四缸SOHC 4G32型之外，另新增1.9L直列四缸SOHC 4G51型、2.0L直列四缸SOHC 4G52型等二具引擎。其中1.6L除了普通的汽油引擎，還細分成具備MCA-II廢氣淨化技術（因應昭和51年汽車廢氣排放標準，最大馬力由100ps降為97ps），以及計程車用LPG車等，再加上1.9L及2.0L劃分成單、雙化油器，因此共有七種動力選擇。值得一提的是，中級以上車型的座椅甚至具備可以調整角度的腰靠。
克萊斯勒依舊以更換廠徽銘牌的方式在多個市場販售：在美國叫做「道奇Colt」、在加拿大叫做「普利茅斯Colt」或「普利茅斯Cricket」（1974年起）、在澳洲叫做「克萊斯勒Valiant Galant」，然而在歐洲仍然叫做「三菱Colt Galant」。紐西蘭陶德公司在普羅魯阿工廠組裝二門硬頂型轎跑車，但其餘車型沒有製造。
1975年 - 實行小改款，變更進氣壩及尾燈的造型，增添以「1600SL-5」車型改為二顆圓型車頭燈、車側裝飾條紋等的「1600GT SL-5」新車型。2.0L直列四缸SOHC 4G52型引擎採用新開發的「靜默軸」（（日語）サイレントシャフト，（英文）silent shaft）技術，用以降低震動及噪音。同年11月使用更優秀的「MCA-IIB」廢氣淨化技術並積極宣傳促銷，可惜銷售成績依然沒有起色，直到翌年5月改推出第三代Galant。於此同時，計程車用LPG車發售至1977年8月為止，雙門硬頂轎跑車則於1976年11月由三菱Galant Λ繼承。
「道奇Colt 1600 GS」於同年在南非上市，以1.6L直列四缸SOHC 4G32型引擎搭配五速手排變速箱。到了1976年8月，車名換成「克萊斯勒Colt」，並更換馬力較大的2.0L直列四缸SOHC 4G52型引擎。

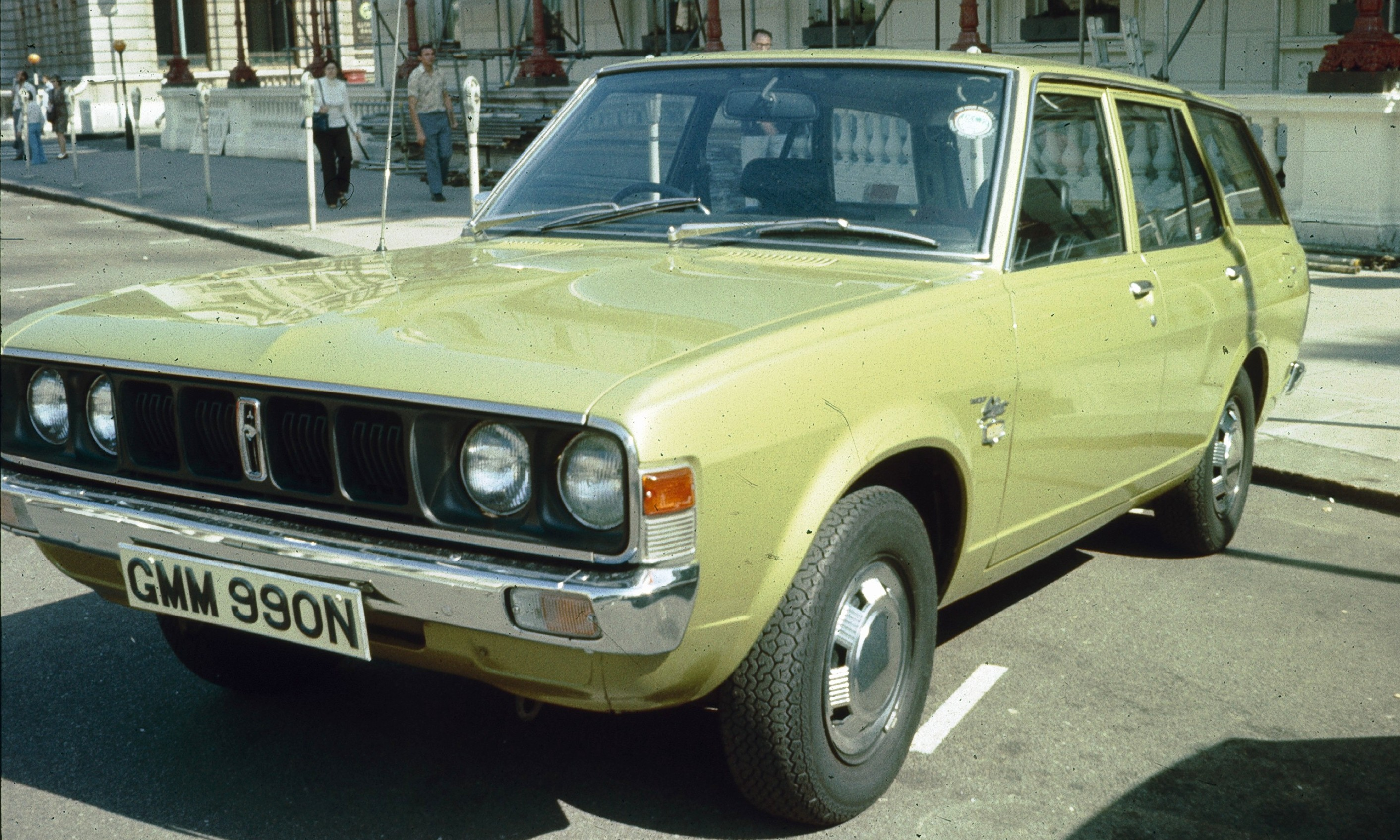
五門旅行車車頭
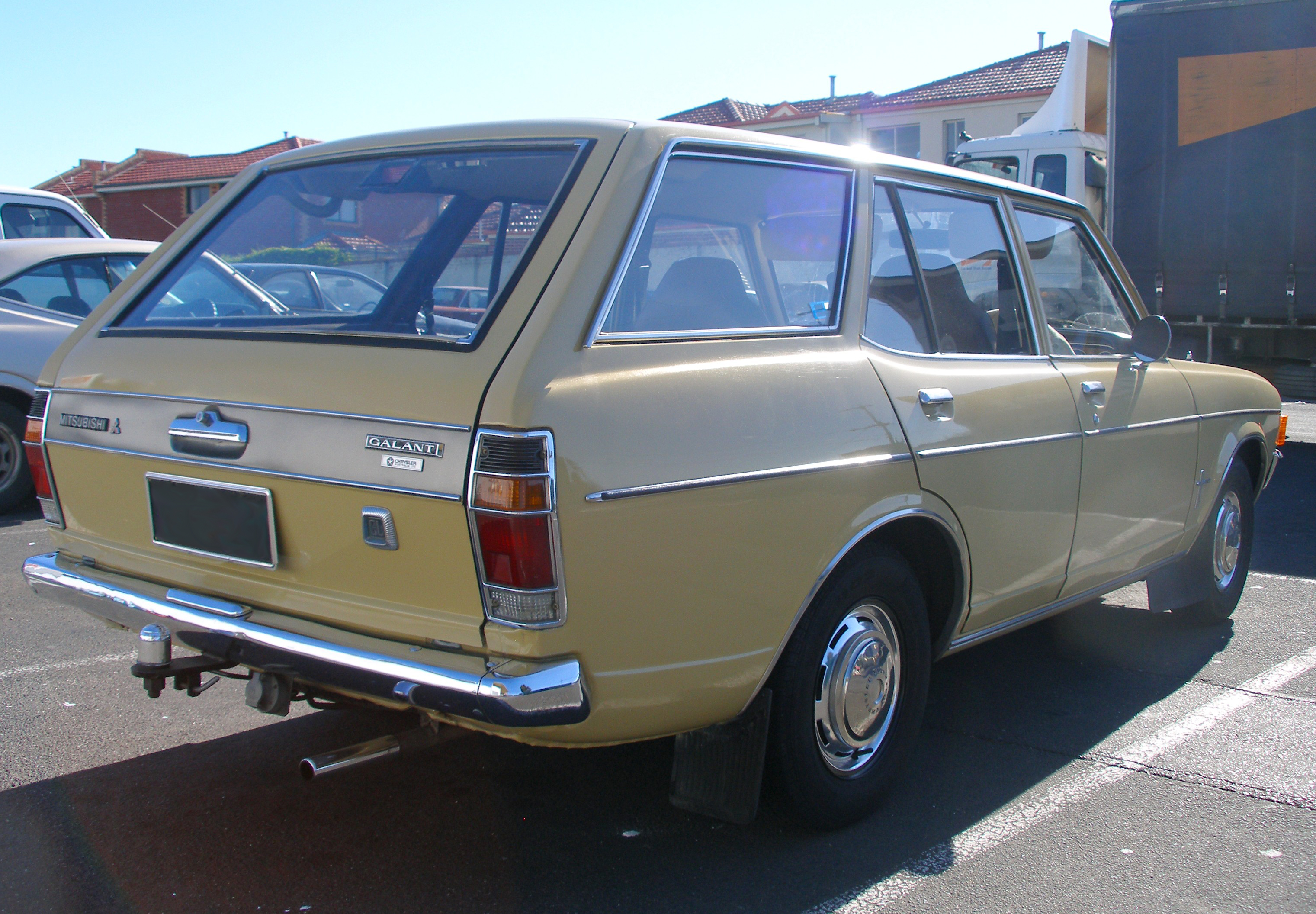
五門旅行車車尾
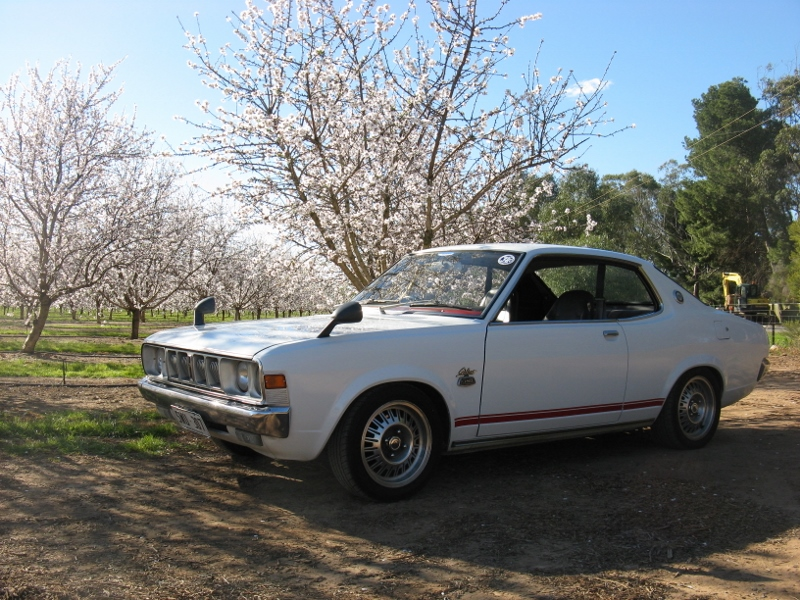
雙門硬頂轎跑車車頭
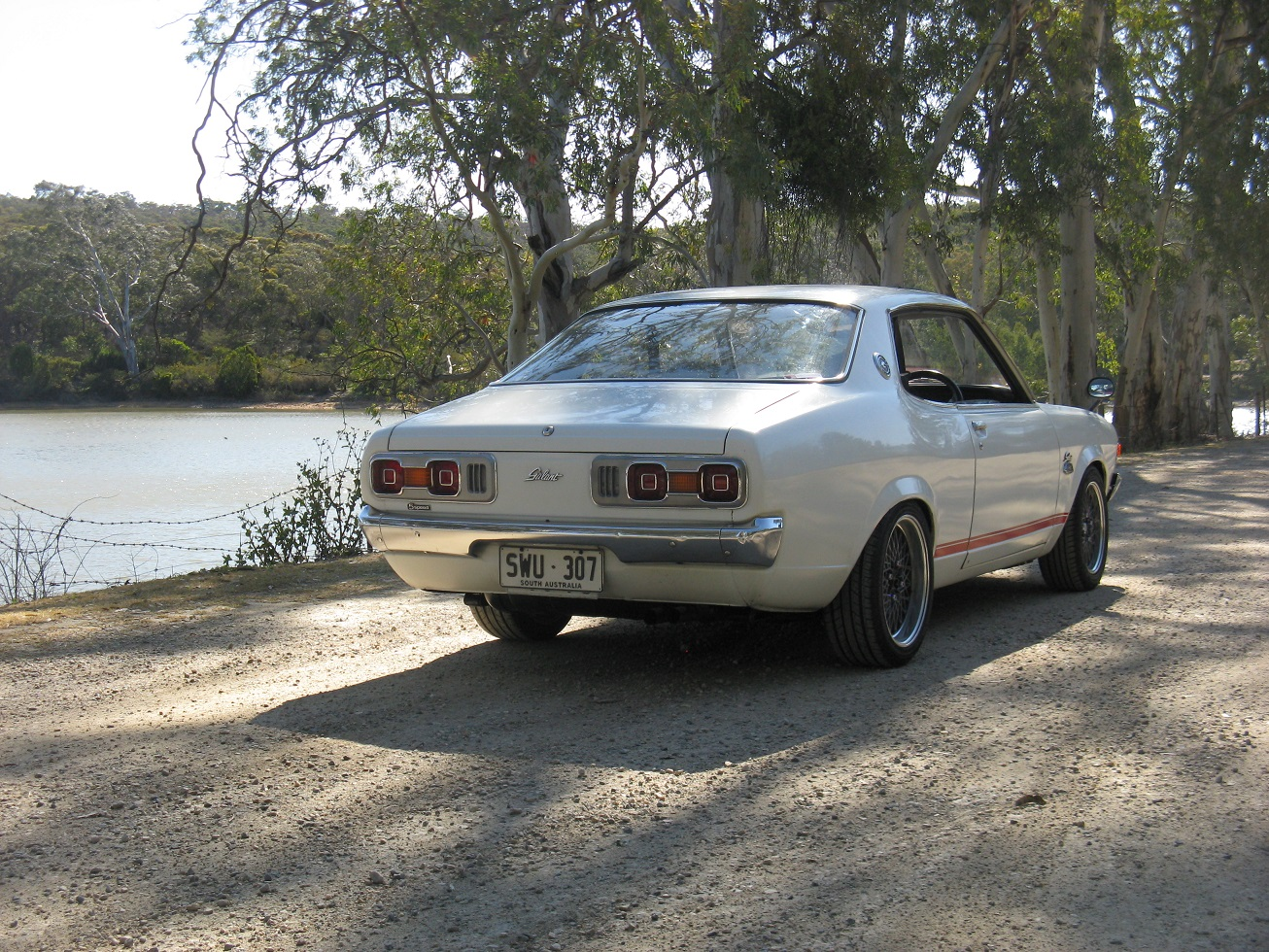
雙門硬頂轎跑車車尾（前期型）
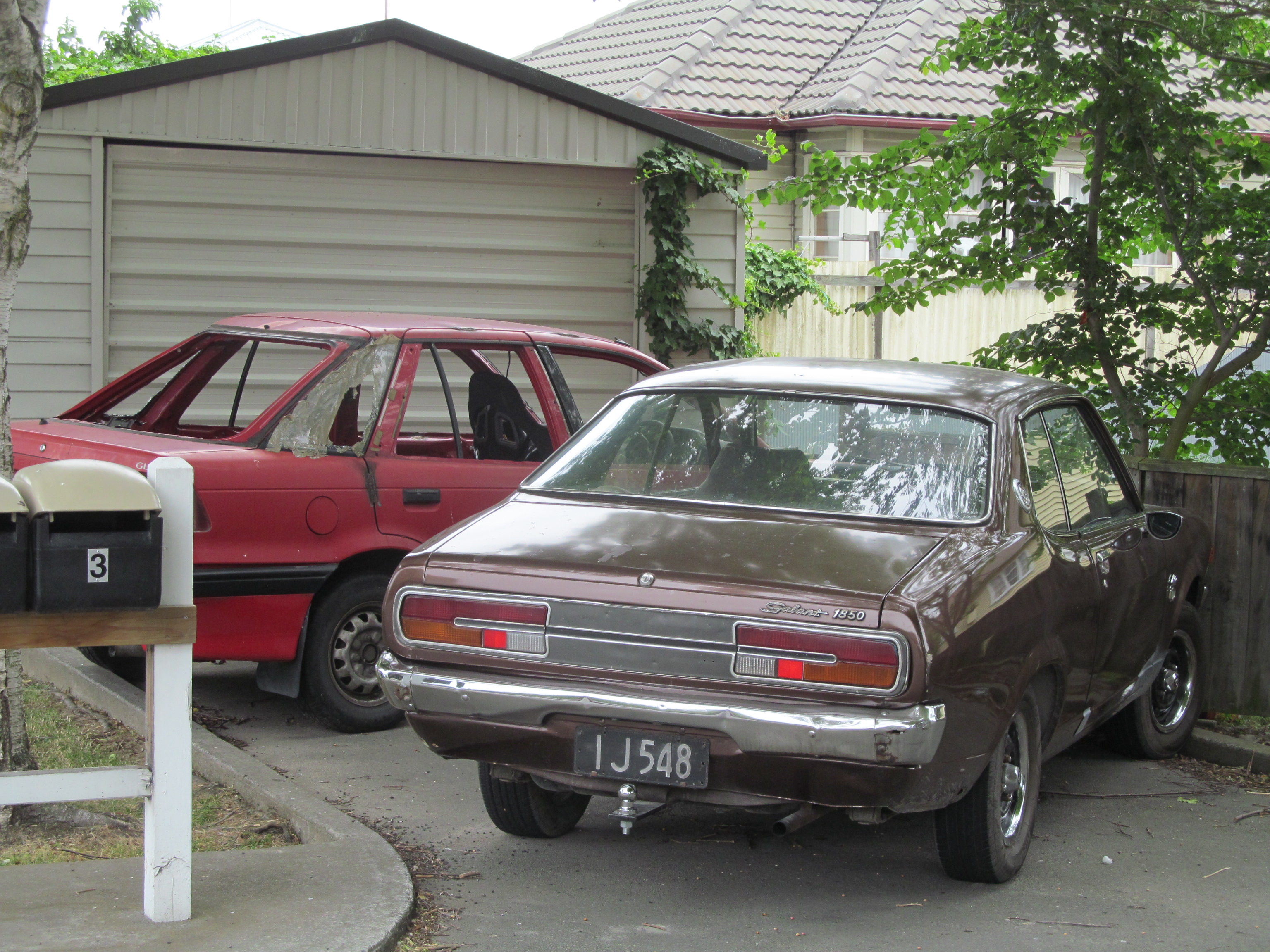
雙門硬頂轎跑車車尾（後期型）

### 第三代A121/122/123/131/133系（1976年-1980年）
1976年 - 大改款的第三代於5月正式發售，並賦予「Σ」之副車名，因為原廠認為這輛車「匯集所有方面的優點」。車身外型由三橋慎一領導的設計部門負責，參考當時歐洲車的設計風格。動力心臟計有1.6L直列四缸SOHC 4G32型、附有靜默軸機構的1.9L直列四缸SOHC G51B型和2.0L直列四缸SOHC G52B型等三種引擎。其中最高階的「GSR」車型配置2.0L直列四缸SOHC 4G52/G52B型引擎，透過提高引擎壓縮比和雙化油器的手段，使得最高馬力115ps／6,000rpm、最大扭力16.5kgm／4,000rpm。為了配合昭和51年汽車廢氣排放標準，此具引擎亦裝設MCA-IIC技術。前輪懸吊系統為I臂式麥花臣，這是延續三菱Colt Lancer 1600 GSR參加各項拉力賽的經驗，後輪則為四連桿固定軸式懸吊系統。前輪使用碟煞，後輪則為單伺服式鼓煞制動系統。教練車車型具備美規的大型保險桿及轉速表，由於離合器易於操作頗受初學者之好評。
1977年 - 2月實行部分改良，全車系的引擎蓋後照鏡改成流線型，但前述之教練車除外。雙化油器版本的「1600GS」除外，其餘1.6L車型均換裝成具備靜默軸、橡膠正時皮帶、通過昭和53年汽車廢氣排放標準的MCA-JET系統的G32B型引擎；同時入門級「1600 Custom」改稱「1600L」車型。「2000 Super Saloon」與「2000GSR」車型升級成四輪碟煞，輪圈也從13英吋加大成14英吋。
同年8月，五門旅行車實行大改款，入門及中階車型搭載1.6L直列四缸SOHC G32B型，高階「2000 Super Estate」車型則是2.0L直列四缸SOHC G52B型引擎。此外四門轎車新設「2000GSL Super」及高階「1600SL Super」等車型。另一方面，1.9L車型全數停售，無法通過昭和53年汽車廢氣排放標準的「1600GS」亦同。傳動軸從3分割式統一改成4分割式（大改款之初2.0L車型皆為4分割式），2.0L車型全面加裝MCA-JET系統以符合昭和53年汽車廢氣排放標準。
同年10月克萊斯勒的東士利公園工廠開始生產組裝克萊斯勒Sigma，直到1980年4月30日三菱商事與三菱汽車聯手收購克萊斯勒澳洲分公司的股權，使得其持有股份達到98.9%，因此同年10月1日起改稱三菱Sigma。
1978年 - 3月停售「2000GSR」車型，隨著佈建「Car Plaza」銷售網而推出兄弟車三菱Galant Σ Eterna（但1980年更名成「三菱Eterna Σ」），其差異在於不規則方形頭燈以及直式分割的車尾燈。同年10月實施小改款，全車系換裝SAE規格的四顆方形頭燈，尾燈的尺寸加大，進氣壩改成橫柵式設計，「1600SL Super」以及「2000GSL」以上之2.0L車型改用可吸收衝擊的聚氨酯保險桿。同年起五門旅行車換牌外銷至美國與加拿大，稱之為「道奇Colt」（但二/四門轎車是換牌的第一代Lancer）。
歷代Galant車系之中，以第三代Galant Σ發售338,367輛的數量最多，且使得三菱汽車一躍成為日本第三大車廠。此外，車首「M」字形廠徽銘牌也是從這一代開始的。

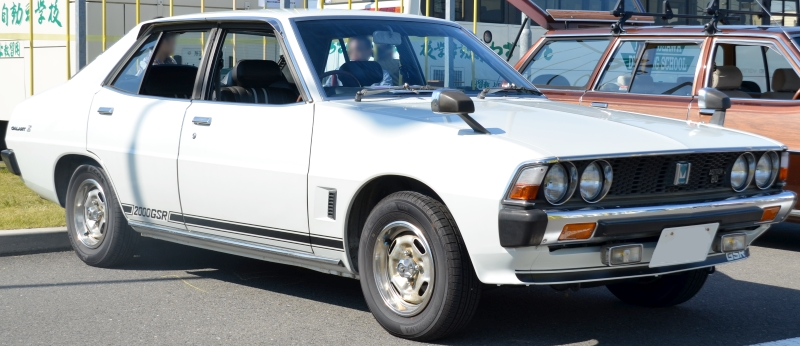
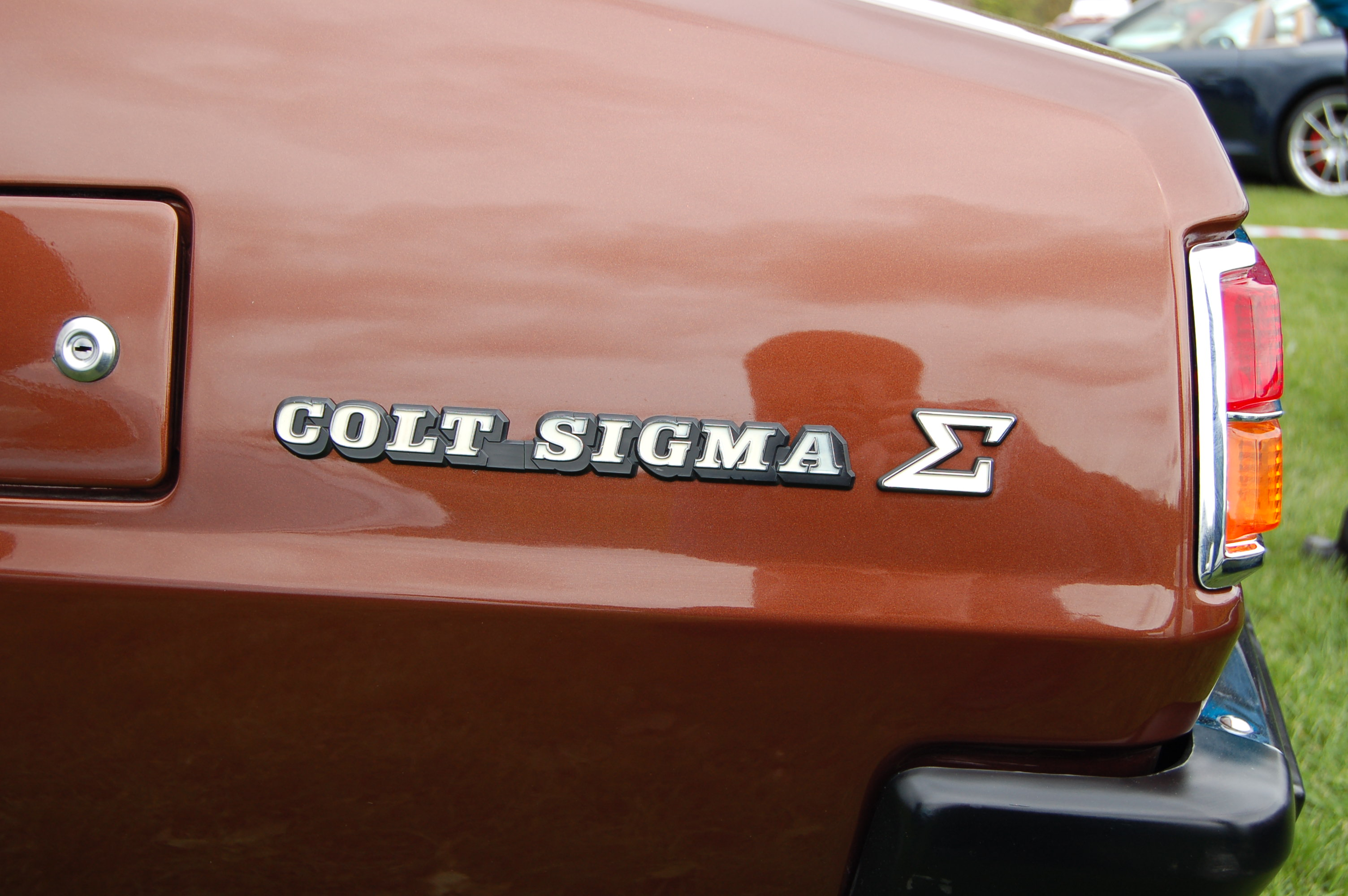
寇特Sigma Σ車側銘牌，攝於英國
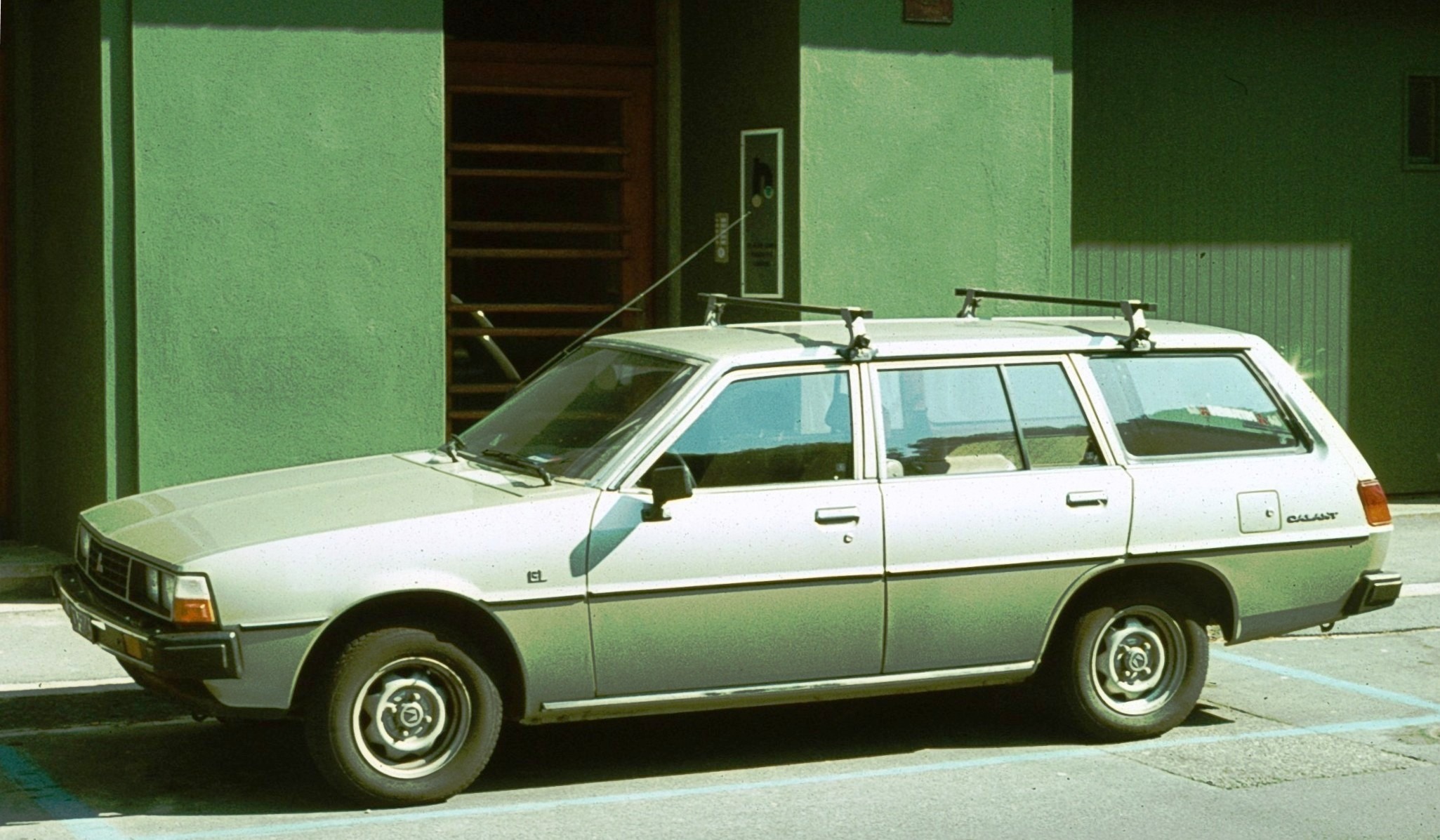
五門旅行車
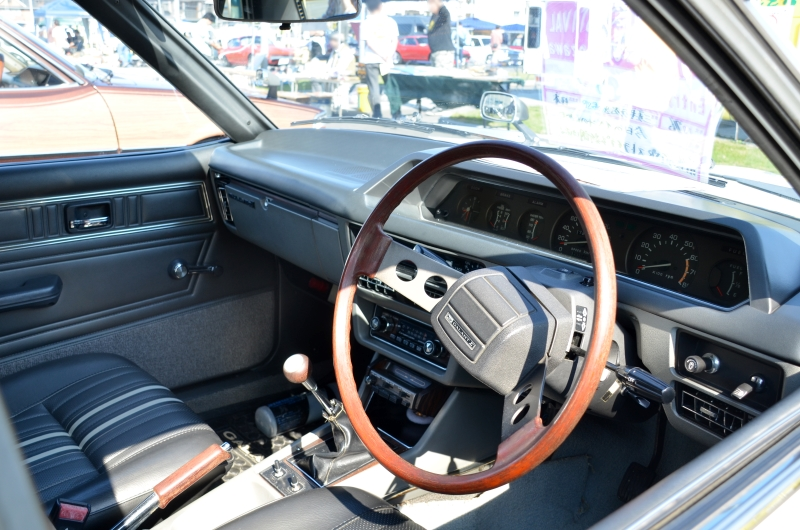
前期型內裝
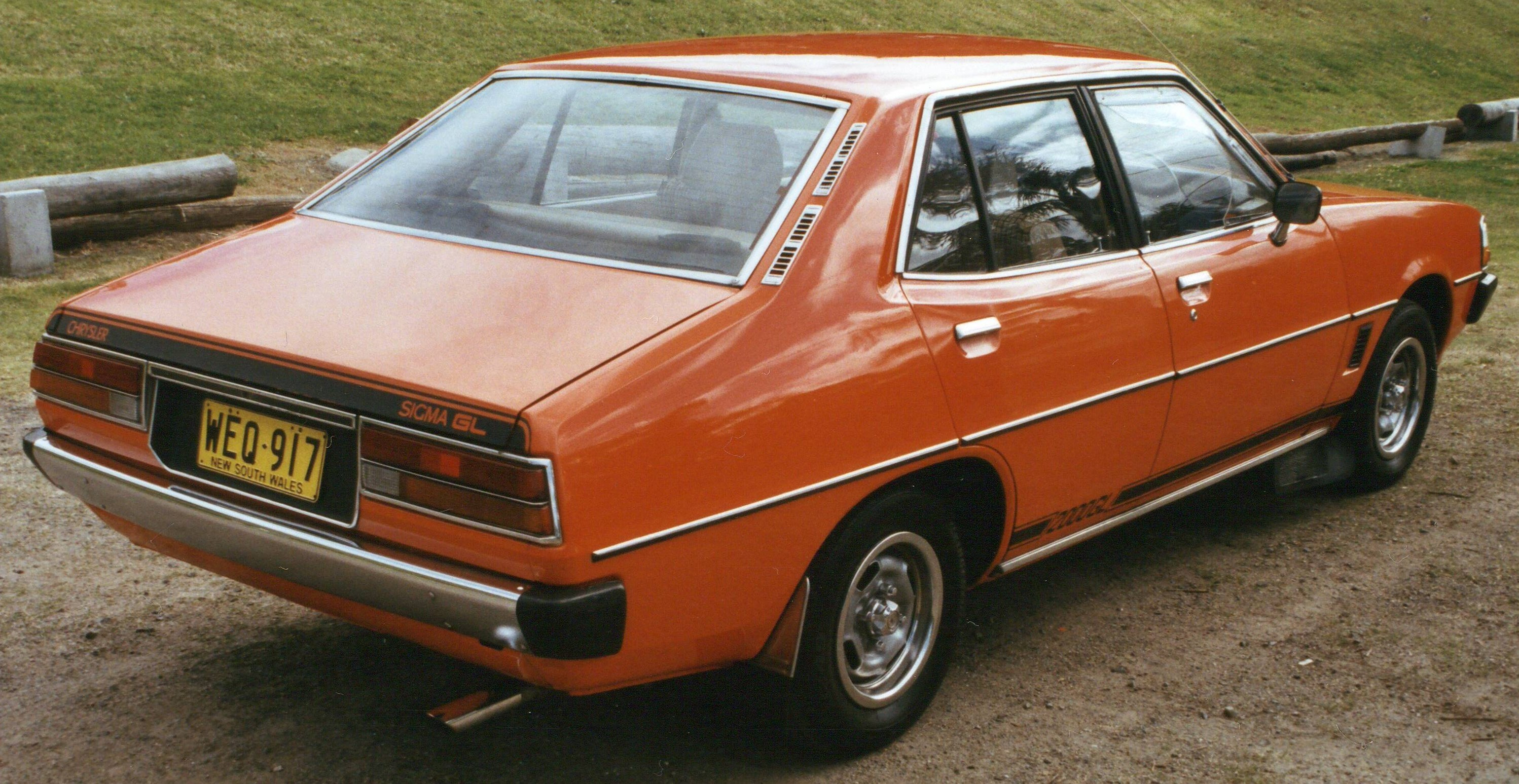
克萊斯勒Sigma車尾
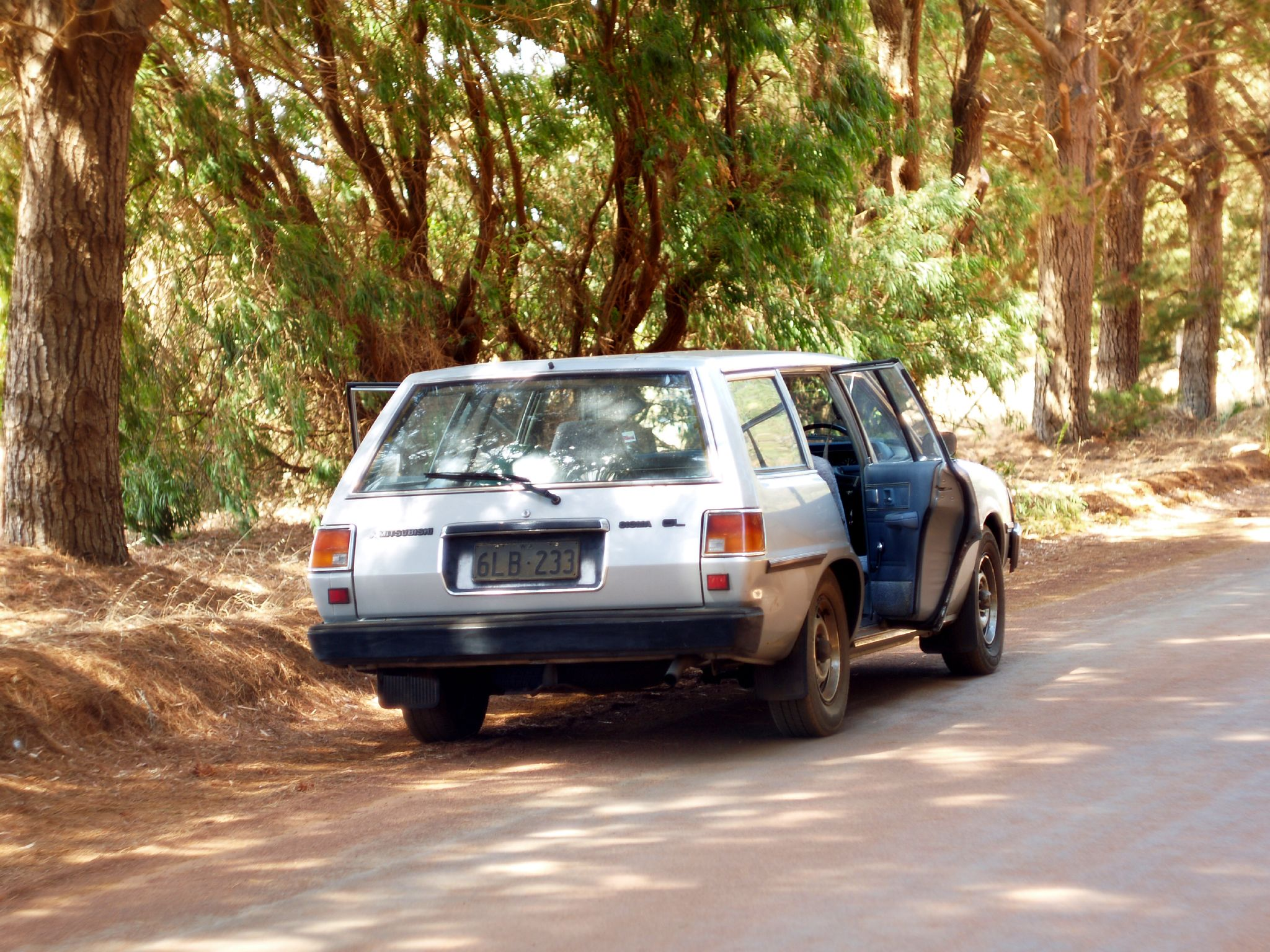
三菱Sigma車尾

### 第四代A161/162/163/164/167A系（1980年-1985年）
1980年 - 5月實施大改款，第四代Galant Σ正式發售，電視廣告邀請知名男演員高倉健出演。由於上一代在市場上大受歡迎，此代之四門轎車外型延續其後期型的直線基調；另一方面五門旅行車流用上一代的車身及底盤平台，只有車頭外型和儀表板和四門轎車相同。動力心臟共設定了1.6L直列四缸SOHC 4G32/G32B型、1.8L直列四缸SOHC 4G62/G62B型、2.0L直列四缸SOHC 4G63/G63B型等三種汽油引擎，另外也首度搭載2.3L直列四缸SOHC 4D55型渦輪增壓柴油引擎。該具柴油引擎初期出現一些耐用度的問題，後來1982年重新設計汽缸蓋之後便獲得改善。值得注意的是五速手排變速箱，為了使離合器換檔時更加溫和順暢而採用液力耦合器，於是除了五個檔位之外，和自動變速箱一樣也有「P」檔。懸吊避震方面仍延續前輪麥花臣、後輪四連桿固定軸；部分高階車型則為四輪獨立懸吊。在配備方面，最高階的「2000 Royal」車型包含可顯示計時器、平均速度、燃料費用、燃料消耗量的「VELNAS」行車資訊顯示、第二列電動調整座椅、Diatone汽車音響系統、真皮座椅等。原廠另準備了計程車車型，動力來源為1.8L直列四缸SOHC 4G62/G62B型LPG和2.3L直列四缸SOHC 4D55型渦輪增壓柴油引擎等二種，直至1984年7月停產。1980年11月追加搭載2.0L直列四缸SOHC 4G63T型的渦輪增壓車型，配合ECI電子控制燃料噴射裝置（Electronic Control Injection）之後最大馬力可達145ps。
1981年 - 4月2.0L渦輪增壓車型追加三速自排變速箱。11月實行小改款，安裝保險桿防護裝置，將後方車輛號牌移至後保桿中間。
1982年 - 為了規避英國政府針對日本車廠實施的進口配額限制，澳洲三菱將一些2.0L及2.6L車型更換廠徽成「龍獅戴爾」，車型代號為YD41和YD45，然而銷售成績自始至終都沒有起色。這一批車子製造了700輛，到了1983、1984年三菱的英國分公司寇特汽車悄悄地將廠徽銘牌換回寇特Galant，才逐漸消化掉庫存車。
1983年 - 由於此代車款延續上一代的設計理念而來，到後來世代老舊難以引起消費者的興趣，導致銷售成績一落千丈，故四門轎車草草於1983年9月停產。LPG引擎的四門計程車銷售至1984年10月，五門旅行車則在1985年2月由第二代三菱Lancer Van取代。

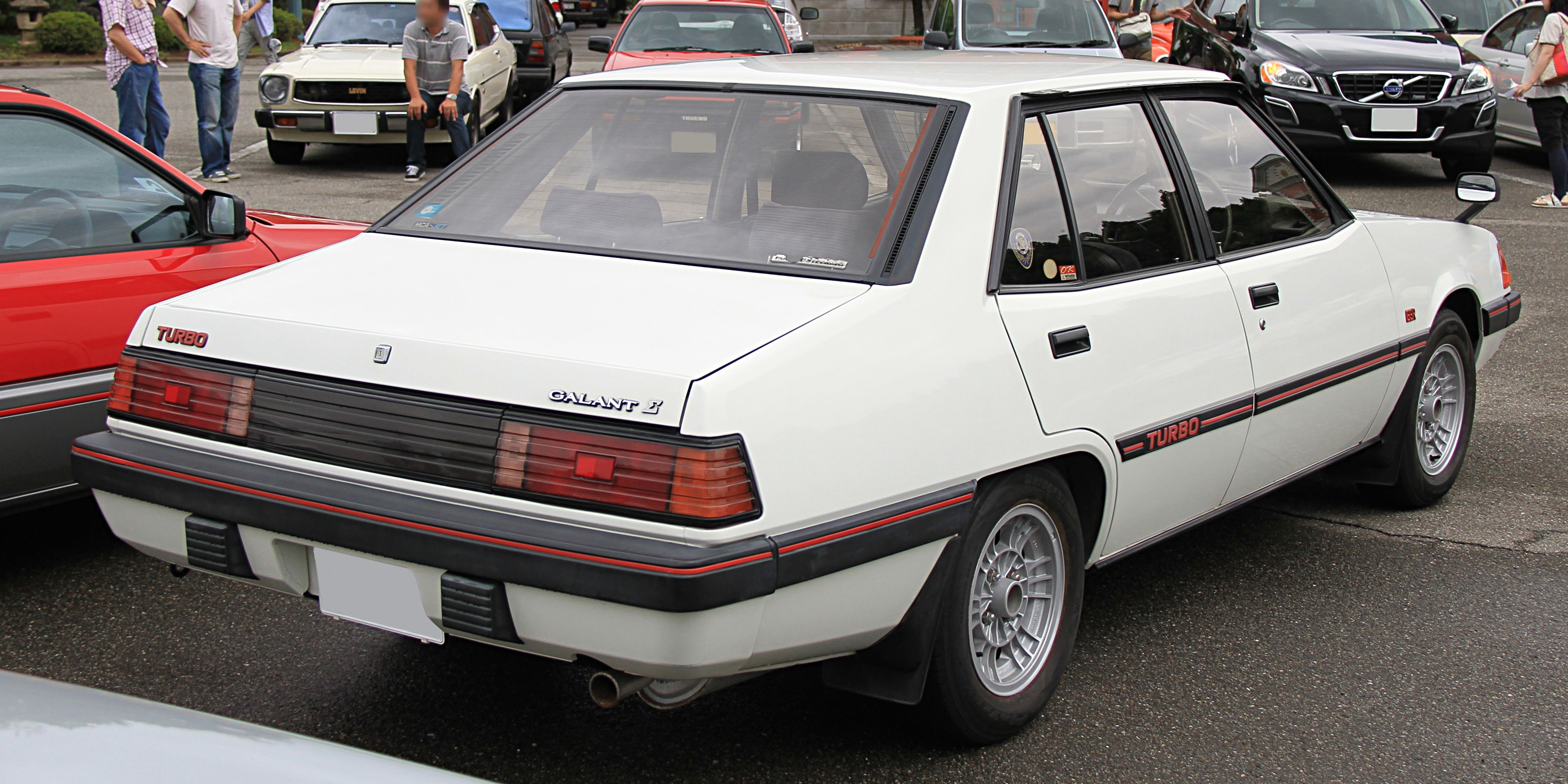
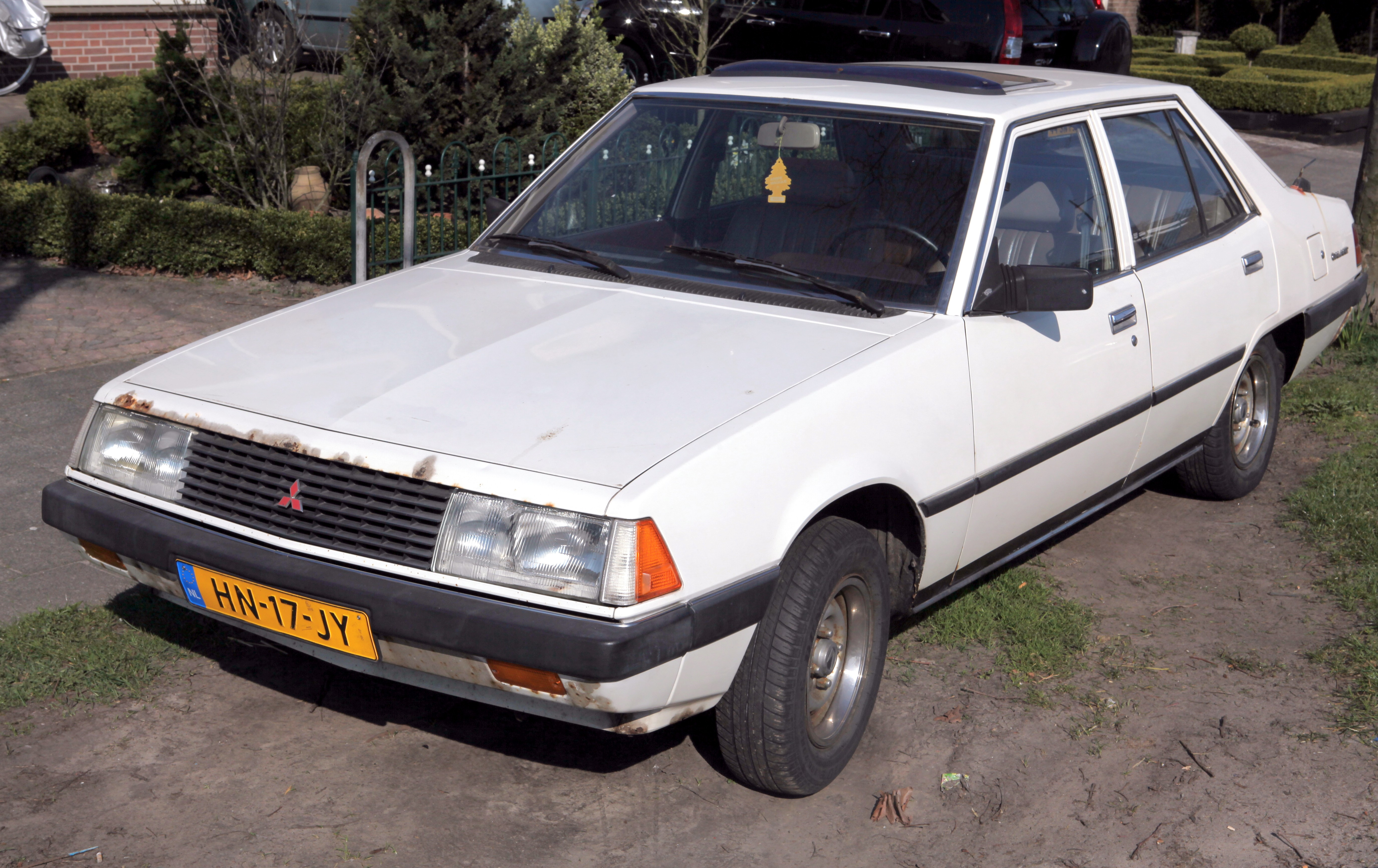
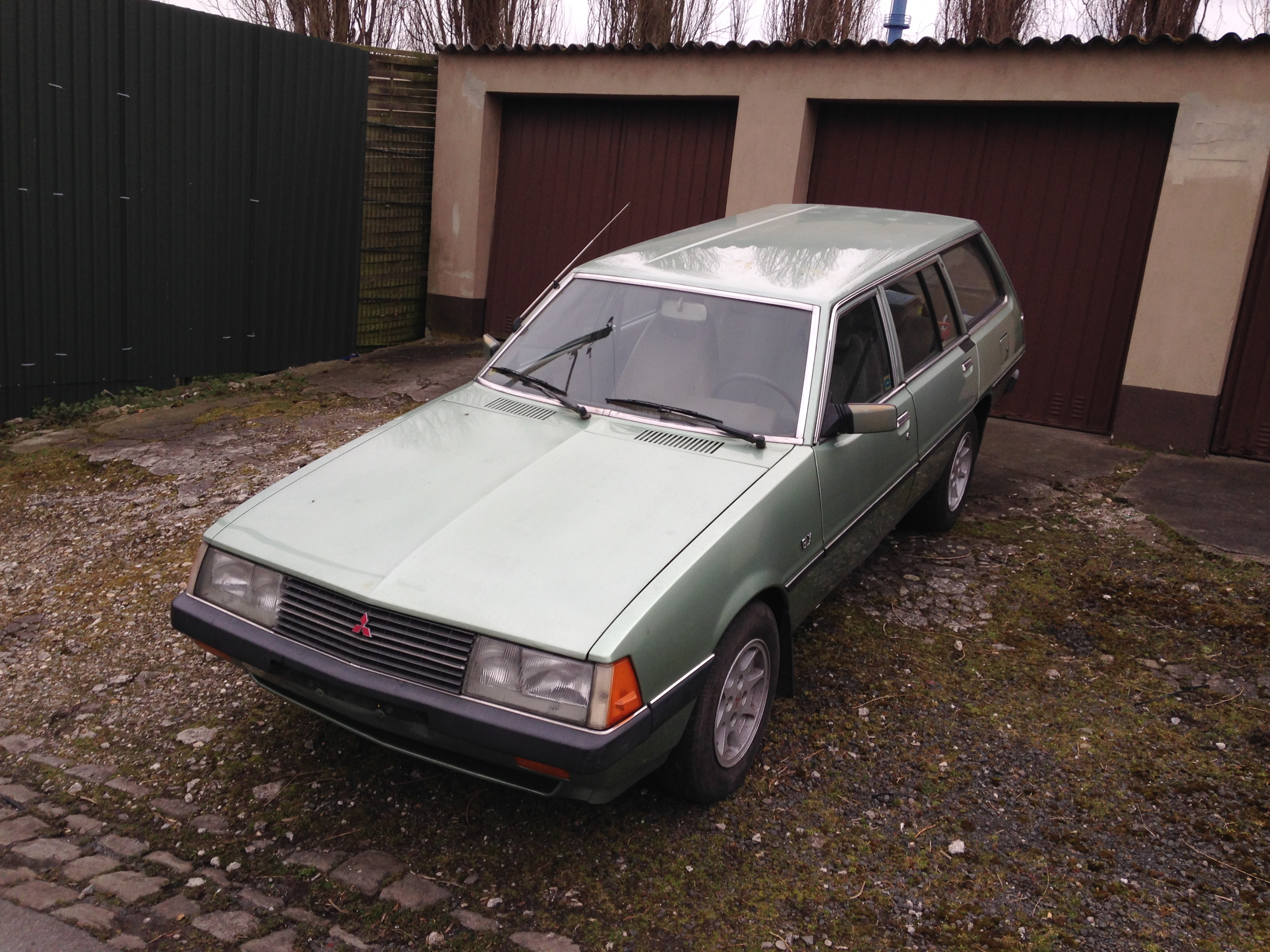
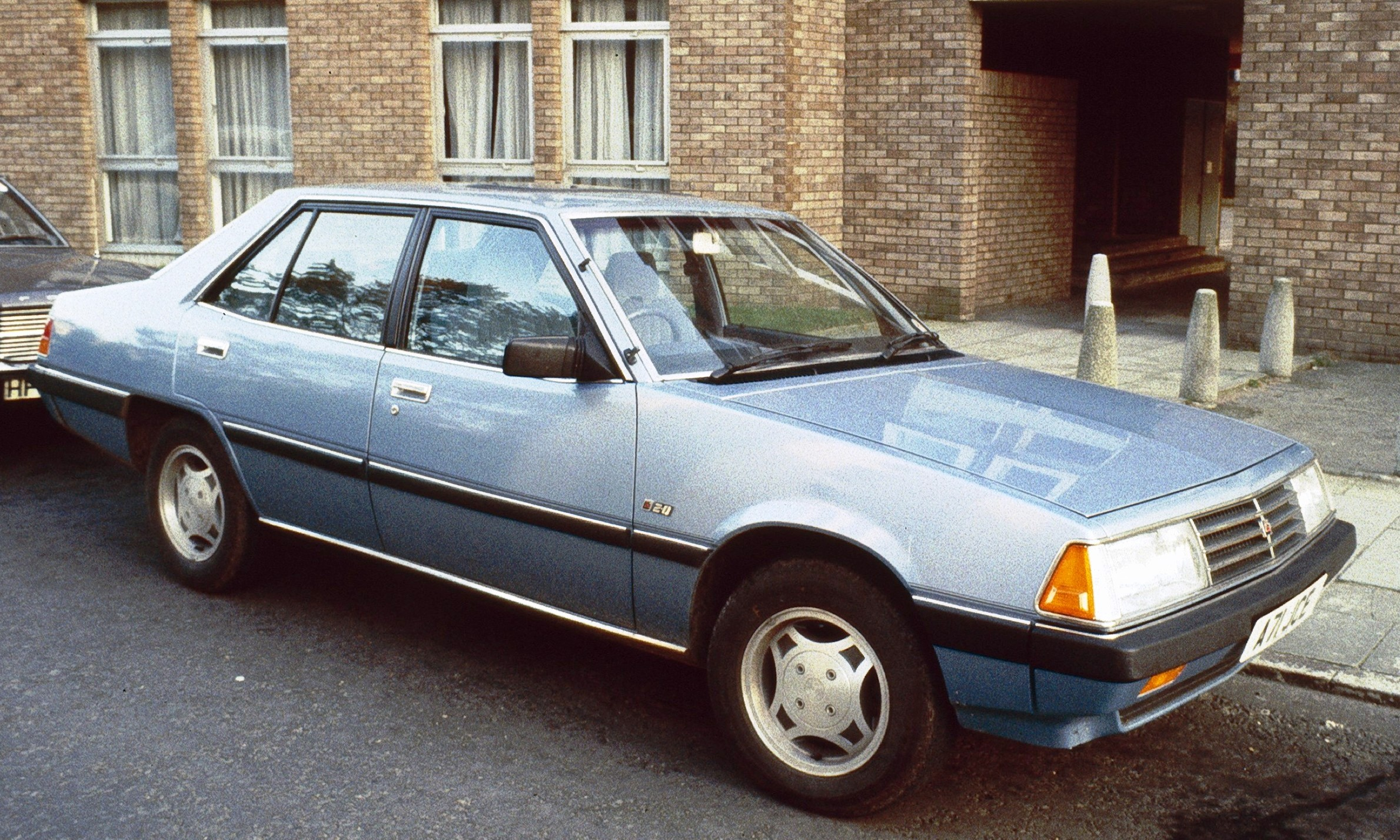
龍獅戴爾，攝於英國

### 第五代E12/13/15/17A系（1983年-1999年）
1983年 - 全新大改款的第五代Galant於8月正式推出，依舊保留副車名「Σ」，男演員高倉健仍舊是電視廣告主角。驅動佈局改成前置前驅，動力心臟分成雙化油器版1.8L直列四缸SOHC 4G62/G62B型、1.8L直列四缸SOHC 4G37/G37B型、2.0L直列四缸SOHC 4G63/G63B型、雙化油器版2.0L直列四缸SOHC 4G63/G63B型等四具引擎，依配備多寡細分成17種車型；其中具有HLA液壓式汽門間隙調節器（hydraulic lash adjuster）的G63B型引擎乃世界首創之功能。
1984年 - 2月追加1.6L直列四缸SOHC 4G32/G32B型、1.8L直列四缸SOHC 4D65型渦輪增壓柴油引擎等二種動力選擇。同年6月將2.0L「GSR」車型更名為「Super Exceed」，搭載具有可變汽門正時技術的天狼星DASH3×2（後改稱「旋風DASH3×2」）G63BT型渦輪增壓引擎（附中冷器），最大馬力170ps / 5,800rpm、扭力峰值26.0kgf·m / 3,000rpm。
同年10月推出四門硬頂轎車，乃三菱Galant Λ之後繼車款。1987年起以「三菱Sapporo」之名外銷歐洲，直到1990年為止。同年11月部分改良，2.0L全車系換裝「Super Exceed」的大型保險桿，「Turbo GSR-X」車型改稱「Exceed Turbo」。LPG引擎的計程車車型實施大改款，並生產至1999年12月為止。由於採用FF佈局，受到北海道、東北地方等地的二、三線城市的需求量比較多。
1985年 - 為了紀念Galant生產數量達到3百萬輛，推出特仕車「EXE」（前世界拉力錦標賽車手兼三菱汽車員工篠塚建次郎有句口頭禪「開Galant出去吧」，「出去吧」因諧音雙關故「EXE」讀成「iguze」），一直沿用到第七代為止。同年4月起澳洲三菱開始組裝製造三菱Magna，此車款的整體造型與第五代Galant Σ近似，但放大車身尺寸以迎合市場需求。為了壓低車門和保險桿的生產成本，車側造型與第五代Galant Σ一致。
1986年 - 2月四門轎車實施小改款，換裝大幅修改燃燒室的新式旋風引擎，具備ECI-MULTI電子控制多點燃料噴射裝置（Electronic Controlled Injection-Multi）。10月新增2.0L V型六缸SOHC 6G71型引擎，從此2.0L直列四缸引擎成為渦輪增壓車型專屬，同時四門硬頂轎車也實行小改款。
1987年 - 10月16日大改款的第六代四門轎車車型上市，但第五代的四門硬頂轎車仍繼續發售。
1988年 - 2月四門硬頂轎車換裝旋風DASH3×2引擎，並改成雙出排氣管。另外計程車車型將車頭燈改成符合SAE規格的四顆方形燈，進氣壩也變更設計。
1989年 - 5月新設搭載3.0L V型六缸SOHC 6G72型引擎的「Duke」車型，促成翌年三菱Diamante的出現。
1990年 - 5月硬頂車型停售，後繼車款乃三菱Diamante。計程車車型部分改良，可加價選購車門防撞樑。10月停售2.0L旋風引擎的計程車車型，僅剩1.8L直列四缸SOHC 4G93型LPG引擎一種選擇。
1999年 - 12月原廠宣告退出計程車市場，該車款和三菱Debonair一同停售計程車車型。往後原廠再也沒有使用「Galant Σ」這個車名，結束其長達23年又7個月的歷史。

#### 獲獎紀錄
1985年第五代Galant Σ獲得西德金舵獎（2,000cc以下車型類別）。

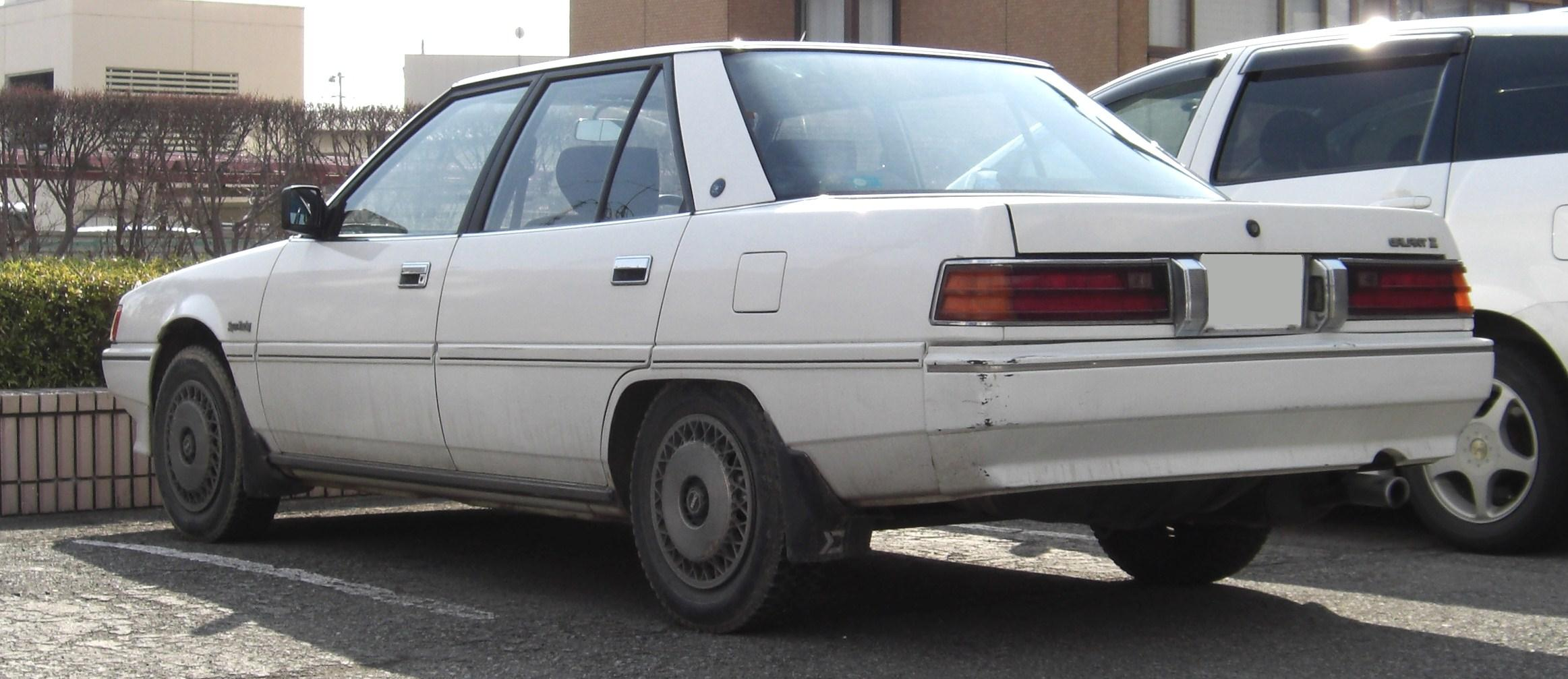
日規版車尾
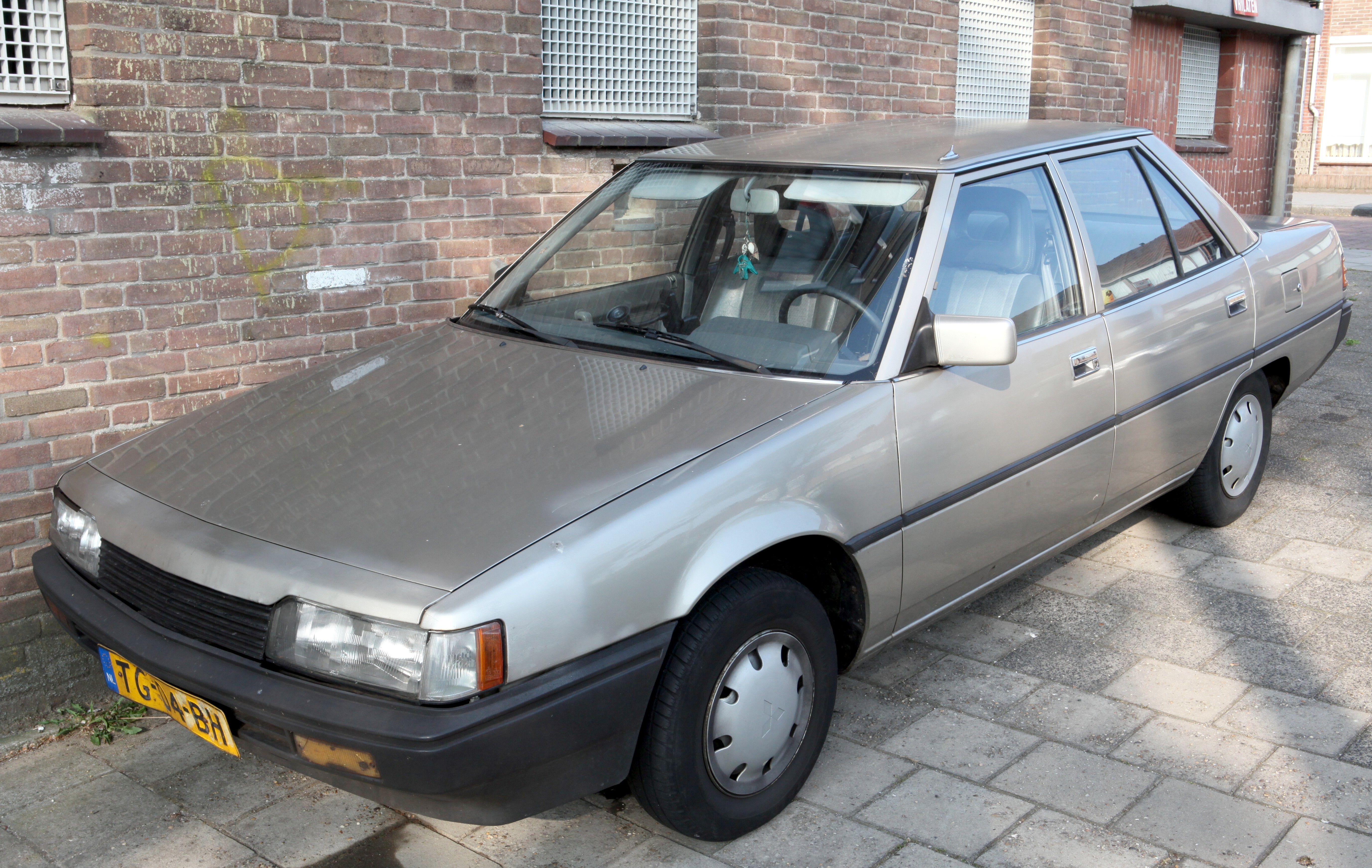
歐規版車頭
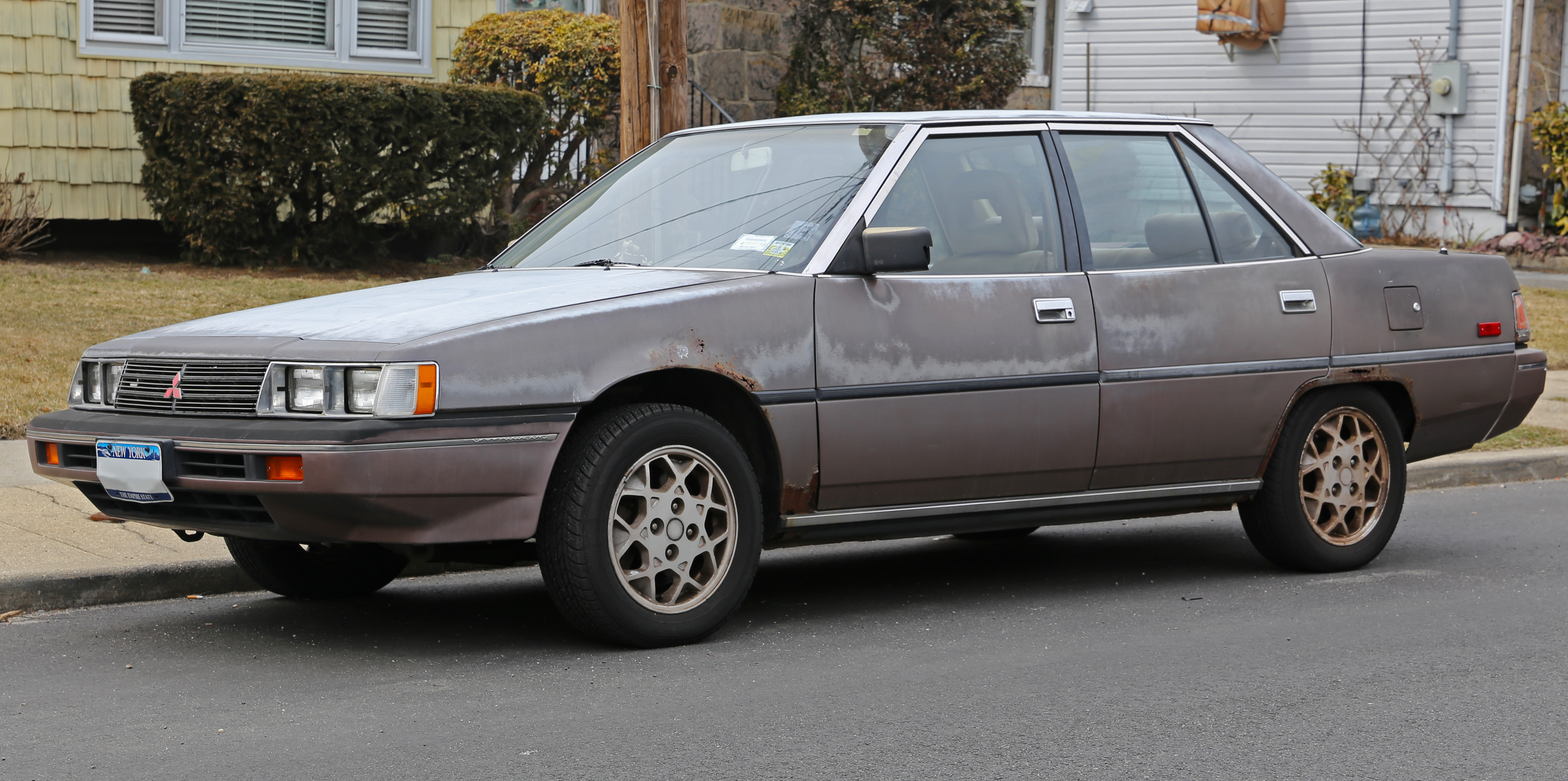
美規版
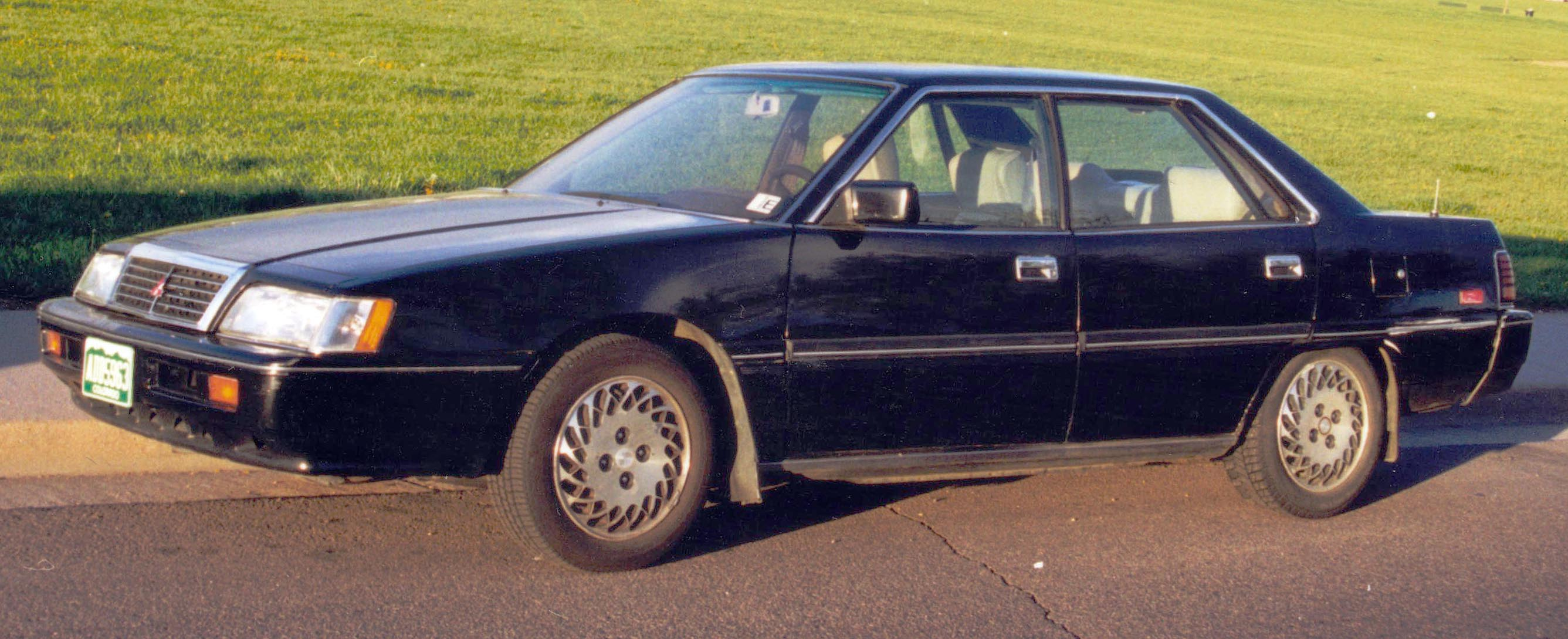
四門硬頂型
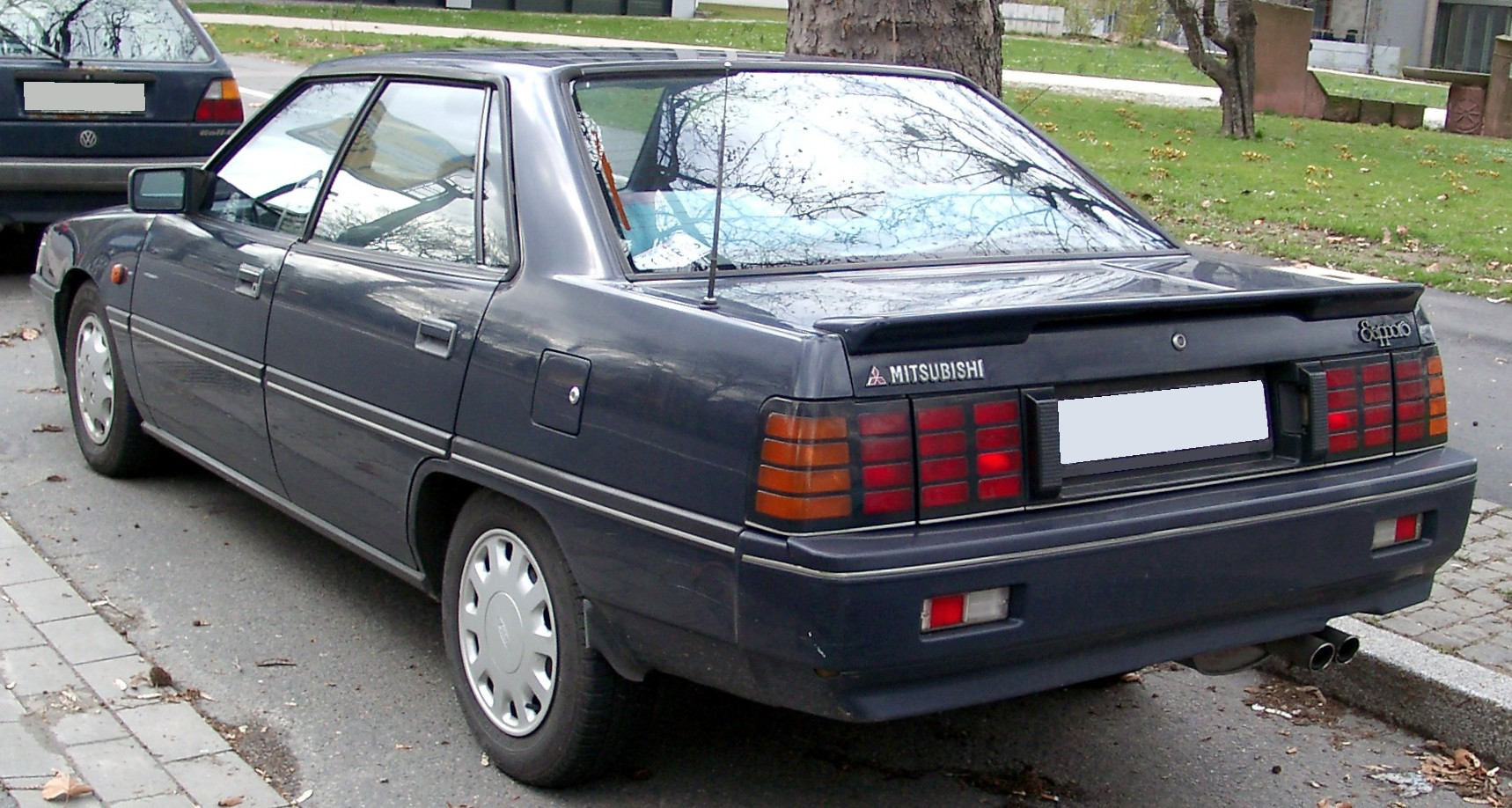

### 第六代E31/32/33/38A系（1987年-1992年）
關於高階車型「VR-4」，請參看三菱Galant VR-4。
1987年 - 10月16日發佈大改款的第六代Galant，自此代起捨棄「Σ」之副車名，並恢復使用三枚紅色鑽石之廠徽。動力及車型編成計有1.6L直列四缸SOHC 4G32/G32B型的「ME」、「GE」、「G」，1.8L直列四缸SOHC 4G37/G37B型的「MF」、「GF」，1.8L直列四缸DOHC 4G67/G67B型的「MS」、「VS」，2.0L直列四缸DOHC 4G63/G63B型的「MX」、「VX」、「VZ」，共計四種動力心臟、十種車型。同年12月推出高階車型「VR-4」，另有限量100輛的「2.0DOHC TURBO VR-4 R」拉力賽專用車型。
1988年 - 3月為了紀念獲得日本年度風雲車之殊榮，推出特仕車「VR-4 Car of The Year特別仕樣」，配置黏性耦合限滑差速器、青銅色車窗玻璃、專屬銘牌、專屬黑色塗裝等。另外搭載1.8L直列四缸SOHC 4D65型渦輪增壓柴油引擎的「1.8D TURBO MF」、「1.8D TURBO GE」也隨之上市，並追加配備簡化的「2.0DOHC TURBO VR-4 RS」車型。10月部分改良，新增車色塗裝，並追加「2.0DOHC VX-S」、4WD的「1.8i MS-4」及「1.8i GS-4」等車型。
1989年 - 全車系於10月實行小改款，除入門級「1.6G」、「1.6GE」、「1.8D TURBO GE」以外，其餘車型換裝霧燈崁入式大型保險桿。「VR-4」追加四速自排變速箱，但馬力降至210ps，手排車型則提升至220ps；而2.0L直列四缸DOHC 4G63/G63B型引擎提升馬力至145ps。此外追加一款「2.0DOHC AMG」，這是經過德國AMG（梅賽德斯-AMG前身，1999年才由戴姆勒-克萊斯勒收購）調校，更換高壓縮活塞、高速型中空凸輪軸、冷鍛製鈦合金氣門彈簧、改良排氣系統以及重新修改的ECU行車電腦，使得馬力輸出170hp / 6,750rpm、扭力峰值19.5kg·m / 5,000rpm，並具備ECS電子阻尼可調半主動懸吊系統（（英文）Electronically Controlled Suspension System）、EPS電動輔助轉向方向盤等。在外觀上包含AMG空力套件、15吋黑色塗裝輪圈等，內裝方面則有黑灰雙色皮椅、木紋飾板、AMG四輻式方向盤、Nardi Prestige木質排檔頭、恆溫空調、前後電動窗和電動折合後視鏡等配備。可惜當時是日本泡沫經濟的高峰期，日本車壇盛行規格至上，以前輪驅動搭配自然進氣引擎的「2.0DOHC AMG」顯得較為無力，況且原本Galant車系就有最大馬力241ps / 6,500rpm的「VR-4」存在，銷售成績自然不佳。
1990年 - 1月為了紀念奪下1989年英國威爾斯拉力賽綜合冠軍，發行「2.0DOHC TURBO SUPER VR-4」特仕車，具備賽車筒椅、中空式頭枕、黑色專屬車色等配備。10月實行部分改良，「VR-4」的手排版升級成240ps的馬力，變更渦輪增壓器、加大中冷器、新增引擎蓋排氣口。全車系將車門防撞樑列為標配，另推出「2.0DOHC TURBO VR-4 Monte Carlo」特仕車，具有免鑰匙感應門鎖系統（keyless entry system）、電動調整駕駛座椅、黏性耦合限滑差速器、天窗、專屬銘牌、黑色專屬車色等配備。
1991年 - 1月再度推出「2.0DOHC AMG Type II」特仕車，因此「Type I」和「Type II」合計共出售1,395輛。再者，追加「1.8 MU EXCEED」、「1.8DOHC Viento EXCEED」等兩種車型。6月推出特仕車「VR-4 Armed By RALLIART」，以「VR-4RS」為基底增加和AMG車型相同的銀色塗裝、自動空調系統、電動車窗、電動尾翼等配備。同年實施小改款，變更新設計之進氣壩。此外，三菱汽車在委內瑞拉巴塞隆納的新工廠竣工，開始投產三菱ZX/MF/MS/MX（依動力及配備多寡各別命名），直到1994年停售。

#### 獲獎紀錄
第六代Galant曾獲得1987年第八屆日本年度風雲車，1989年以GS車型獲得美國《汽車趨勢雜誌》評選為年度最佳進口車，高階VR-4車型曾獲得1988年度優良設計獎。

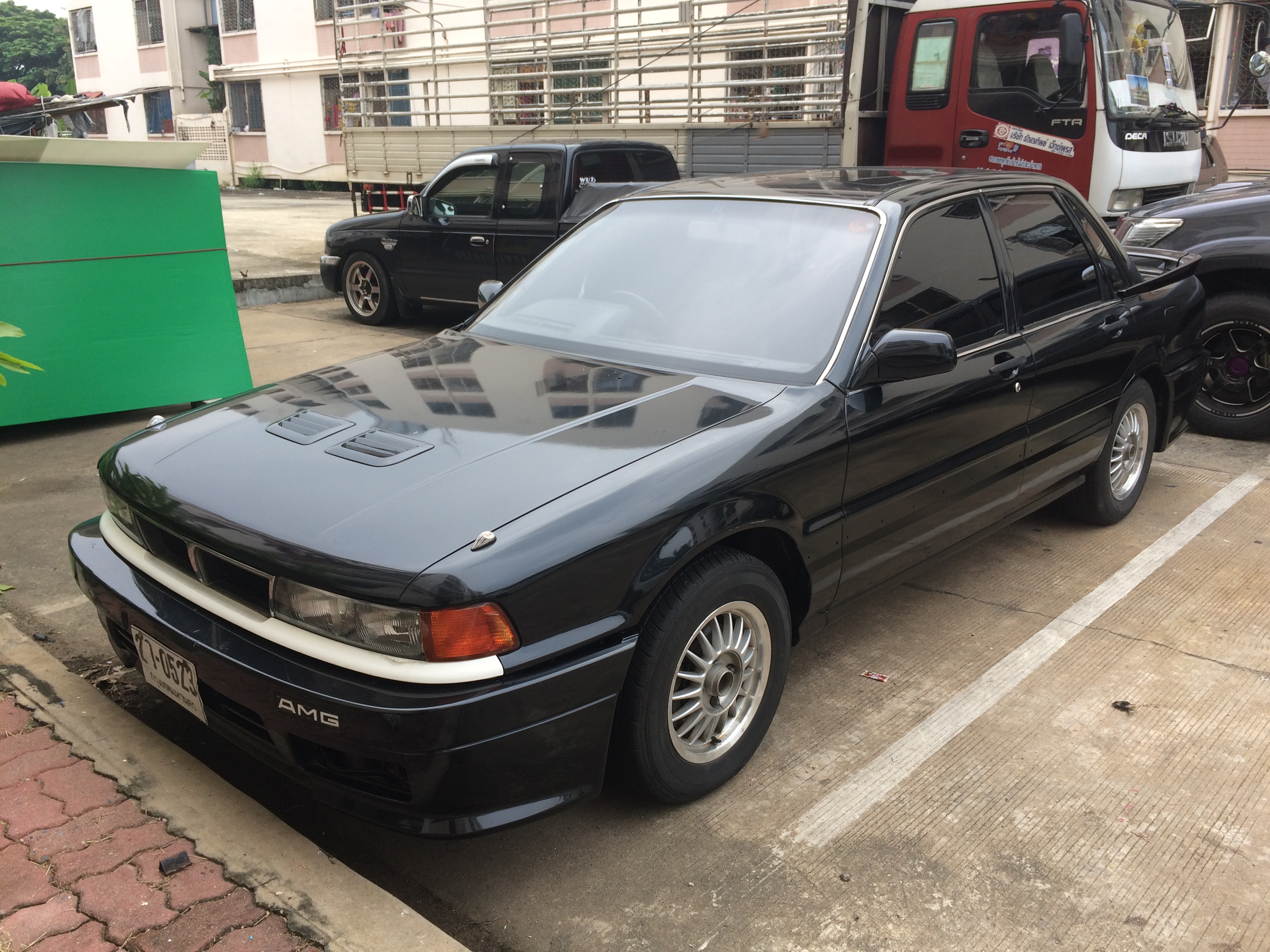
AMG車型
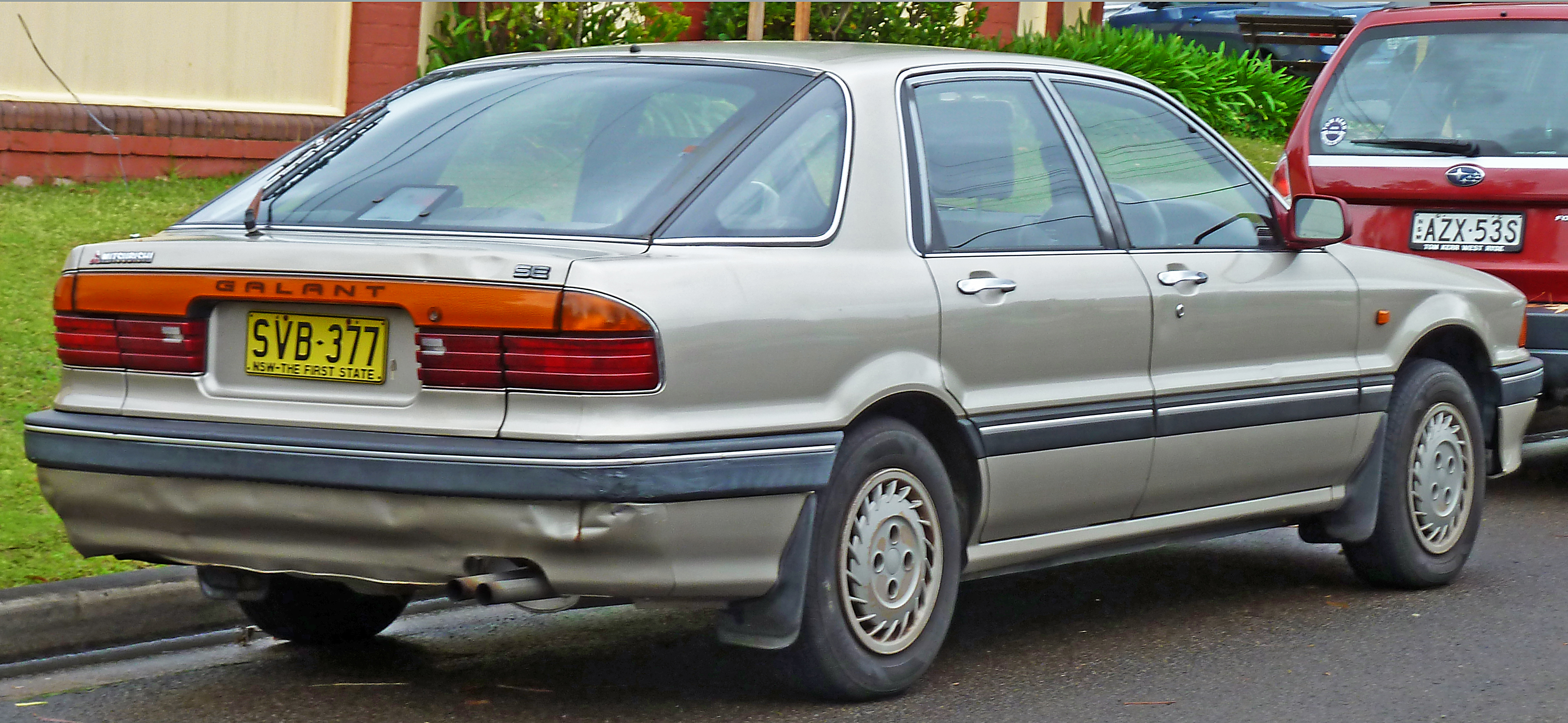
五門揭背車，攝於澳洲
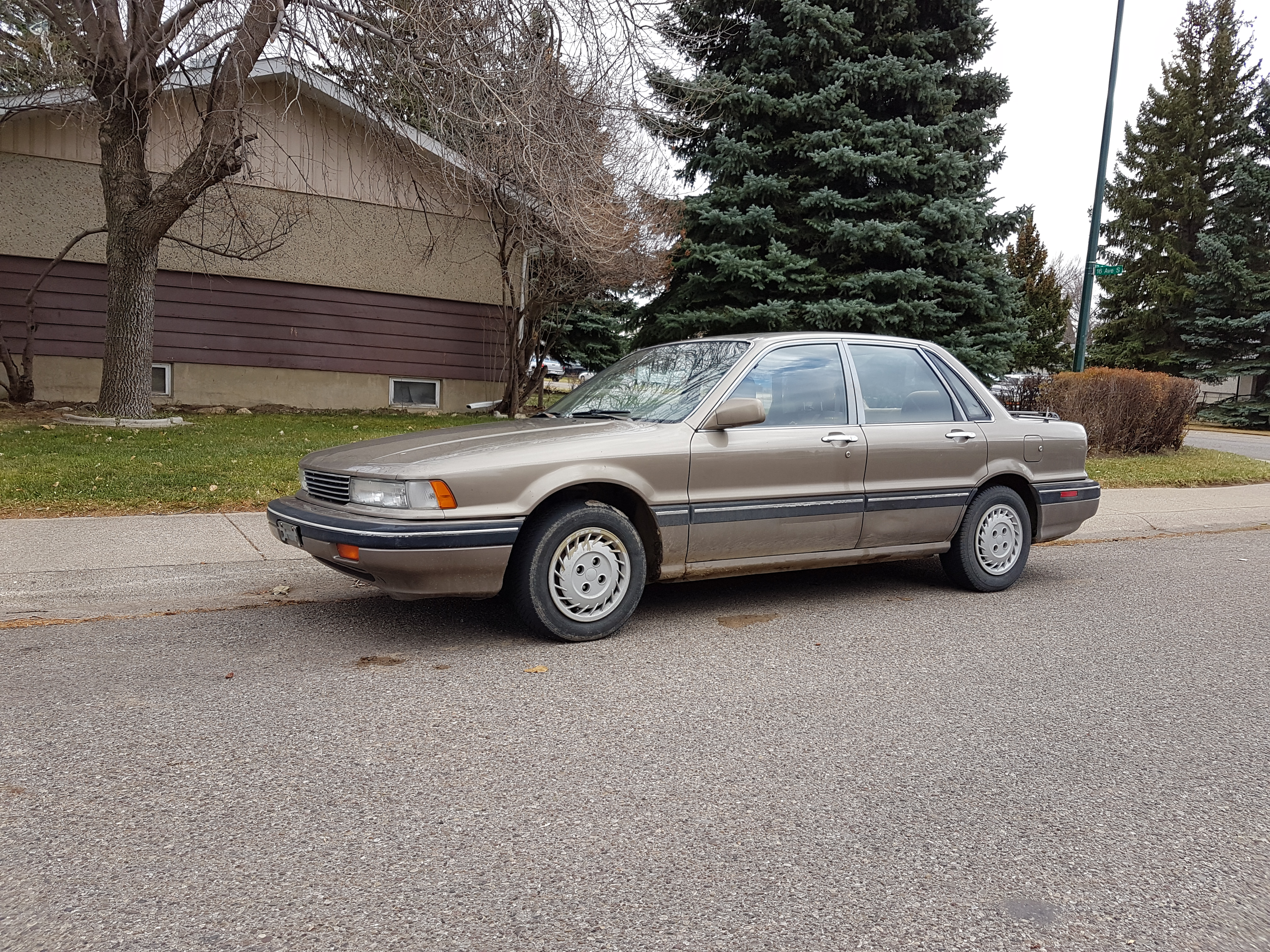
兄弟車道奇2000 GTX，攝於加拿大
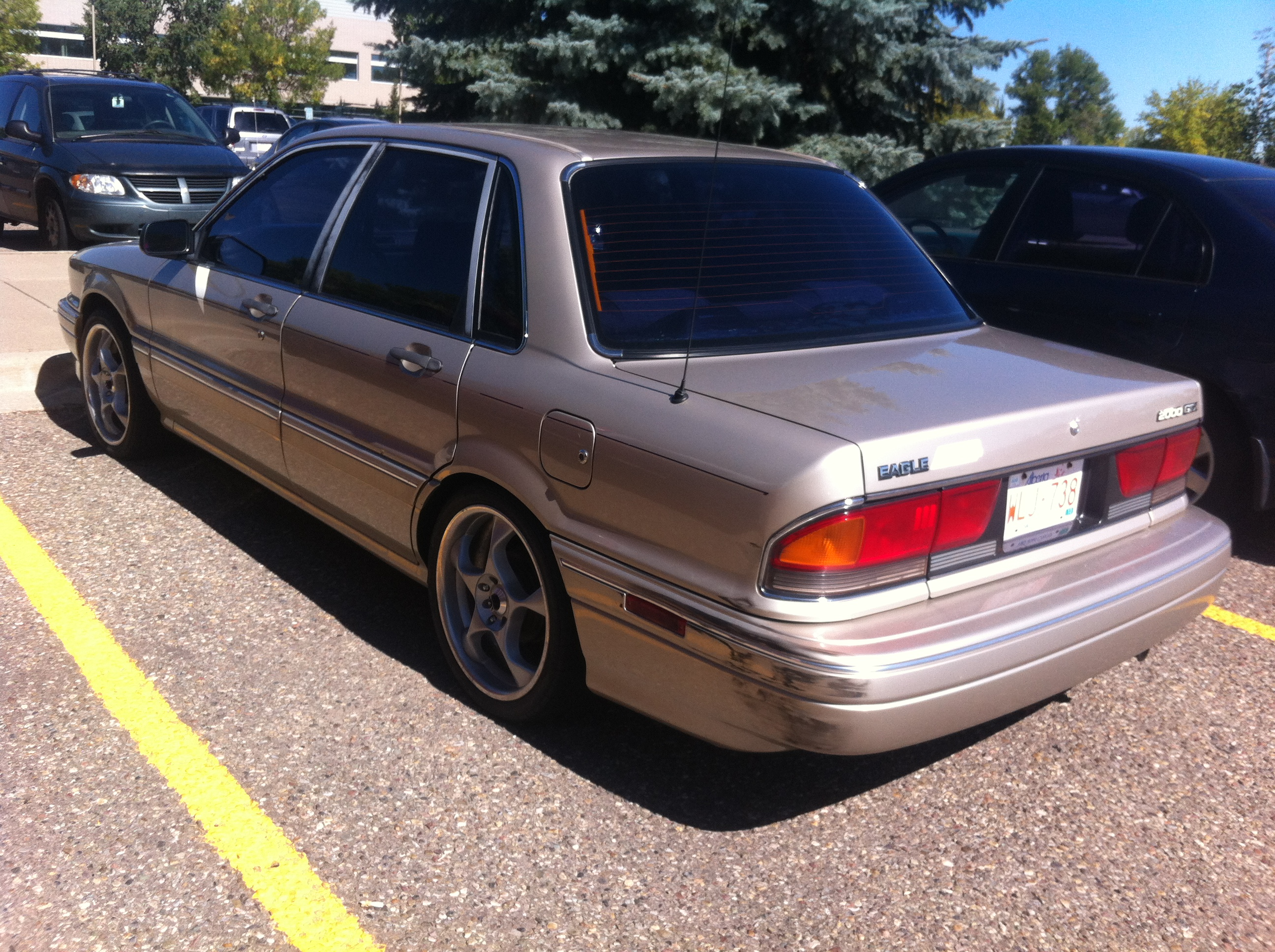
兄弟車老鷹2000 GTX，攝於加拿大

### 第七代E52/53/54/64/72/84A系（1992年-1996年）
關於高階車型「VR-4」，請參看三菱Galant VR-4。
1992年 - 5月大改款的第七代Galant問世，車身造型修飾得較為圓潤，車長增至4,630mm，車寬也延伸至1,730mm，軸距也延長35mm成為2,635mm。懸吊系統改成四輪皆為多連桿式，驅動方式和上一代一樣採用FF及全時4WD，動力來源準備了1.8L直列四缸SOHC 4G93型、1.8L V型六缸SOHC 6A11型、2.0L V型六缸SOHC/DOHC 6A12型及2.0L V型六缸DOHC 6A12TT型雙渦輪增壓等五具引擎，搭配五速手排或四速INVECS自排變速箱。由於車身尺寸放大，以往的教練車車型改交棒給第四代三菱Lancer。同年10月，四門硬頂轎車版的兄弟車「三菱Emeraude」登場，車頭採用進氣壩與多向反射式頭燈一體式的設計，高度矮了3公分，內裝方面比Galant豪華，而其餘機械結構則一致。
1993年 - 2月「Viento」車型追加2.0L V型六缸SOHC 6A12型引擎，10月追加「MVV」、「VX-R」、「VR-4 S Type」等三種車型。同月在荷蘭阿姆斯特丹國際車展公開五門掀背車，隨後開始成為外銷版專屬車型，直到翌年因應日本市場的RV熱潮才回銷。同年5月24日，三菱汽車北美公司的諾默爾工廠開始下線生產第七代Galant。歐規版則搭載可輸出170ps馬力的2.5L V型六缸DOHC 6G73型自然進氣引擎，配合五速手排變速箱、四輪驅動、四輪轉向系統等，另可加價選購天窗、自動空調、巡航定速控制、電動車窗、中控鎖、電動加熱座椅及電動收折後視鏡等配備。
1994年 - 1月推出入門級「1800EXE」車型，9月為了因應RV風潮而推出「Galant Sports」（2.0L V型六缸DOHC 6A12型引擎、2WD） / Sports GT」（2.0L V型六缸DOHC 6A12TT型雙渦輪增壓引擎、4WD）等二種車型，車體風格為五門掀背車以加大行李廂空間，安裝前保險防撞桿、車頂行李架、尾翼、全自動空調系統等配備，另可加價選配駕駛座安全氣囊、ABS防鎖死刹車系統等。當時日本車壇RV風潮的主流是旅行車，尤其第二代速霸陸Legacy五門旅行車「GT」更是當紅炸子雞。然而三菱的產品線中並沒有類似車款，遂勉強以本為外銷版的五門揭背車應戰。10月實施小改款，在此同時追加「Viento II」、「Exceed」、「Super Exceed」等三種新車型。
此外，原廠在美國與克萊斯勒集團合資建造的鑽石星汽車公司（Diamond-Star Motors，縮寫成DSM，現為三菱汽車北美公司麾下的部門），也使用第七代Galant的底盤平台開發製造出克萊斯勒Sebring、克萊斯勒Cirrus、道奇Stratus、道奇Avenger等車款，陸續於1994、1995年上市。
1995年 - 5月推出25周年紀念的特仕車「Viento Touring」，採限量供應的方式。
1996年 - 8月隨著大改款的第八代Galant上市而停產（兄弟車三菱Eterna亦同），總生產數量為36,131輛。

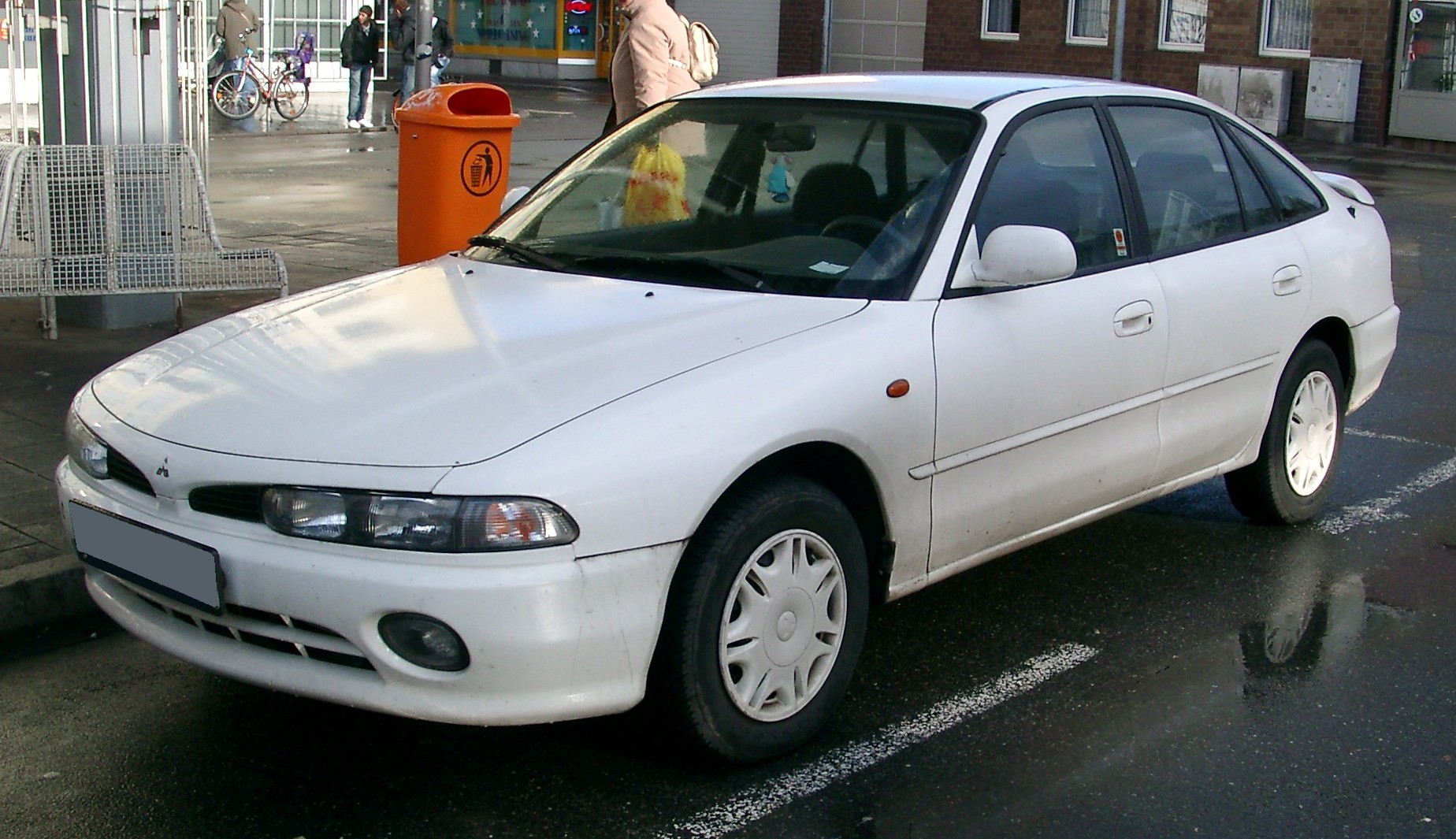
五門掀背車車頭
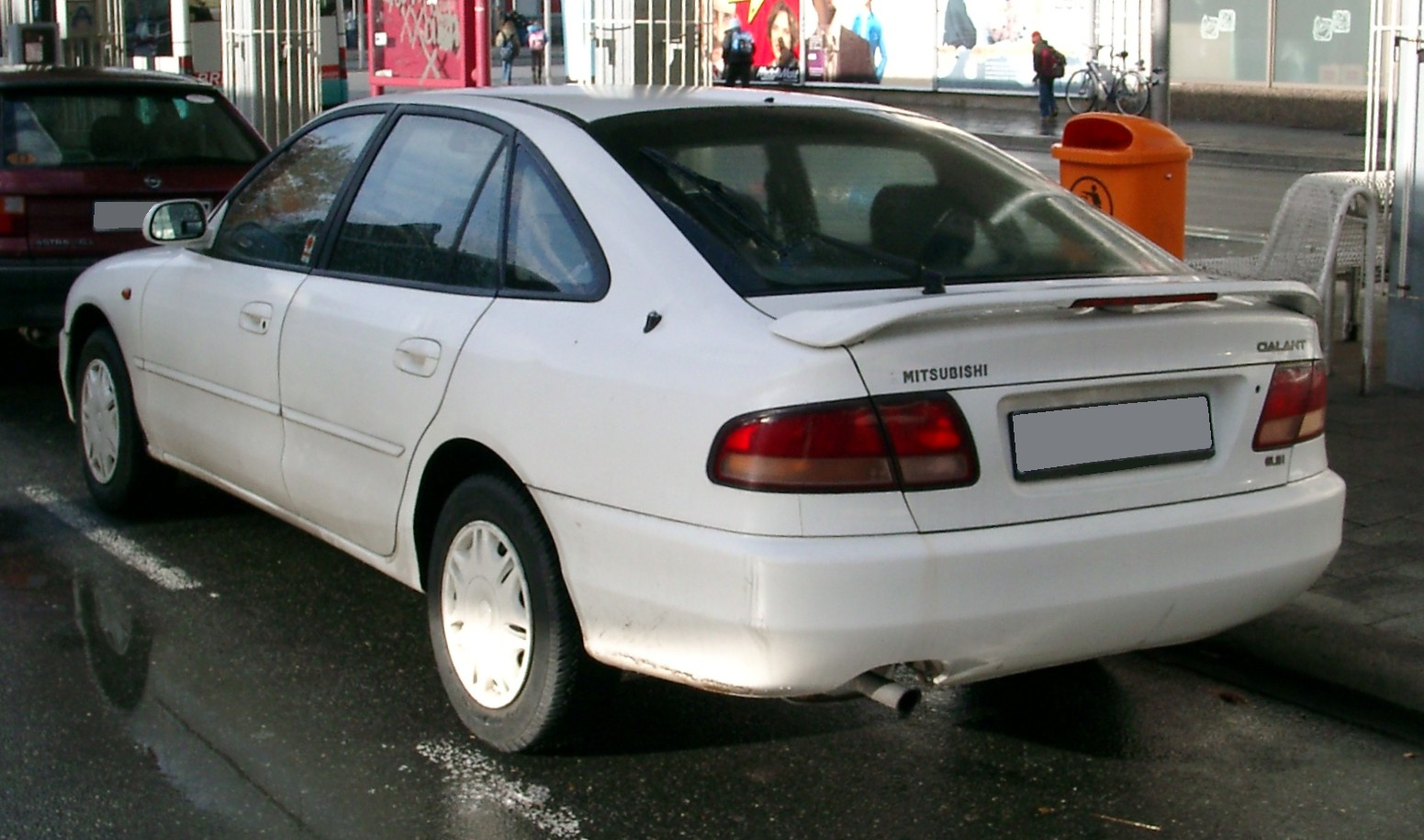
五門掀背車車尾
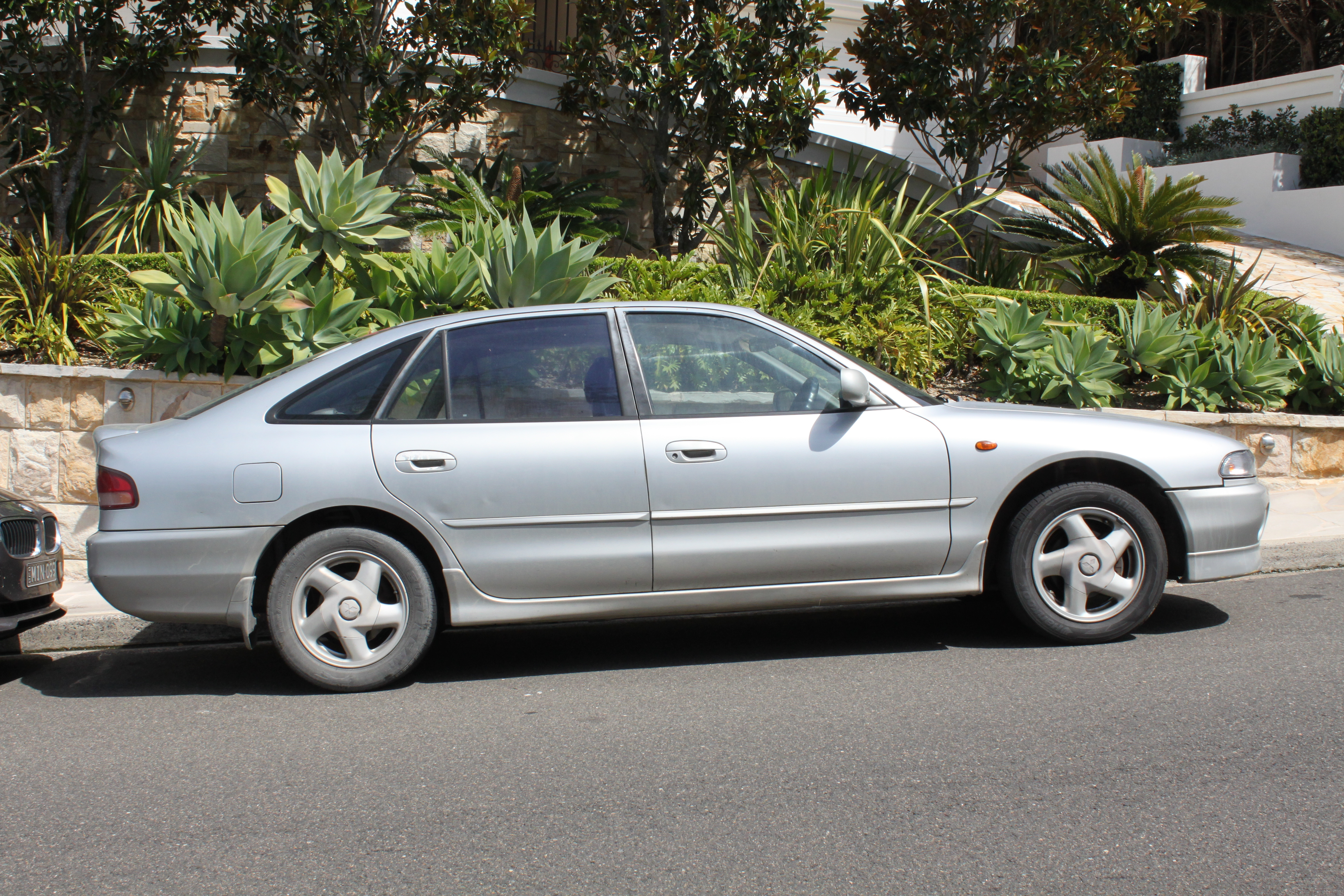
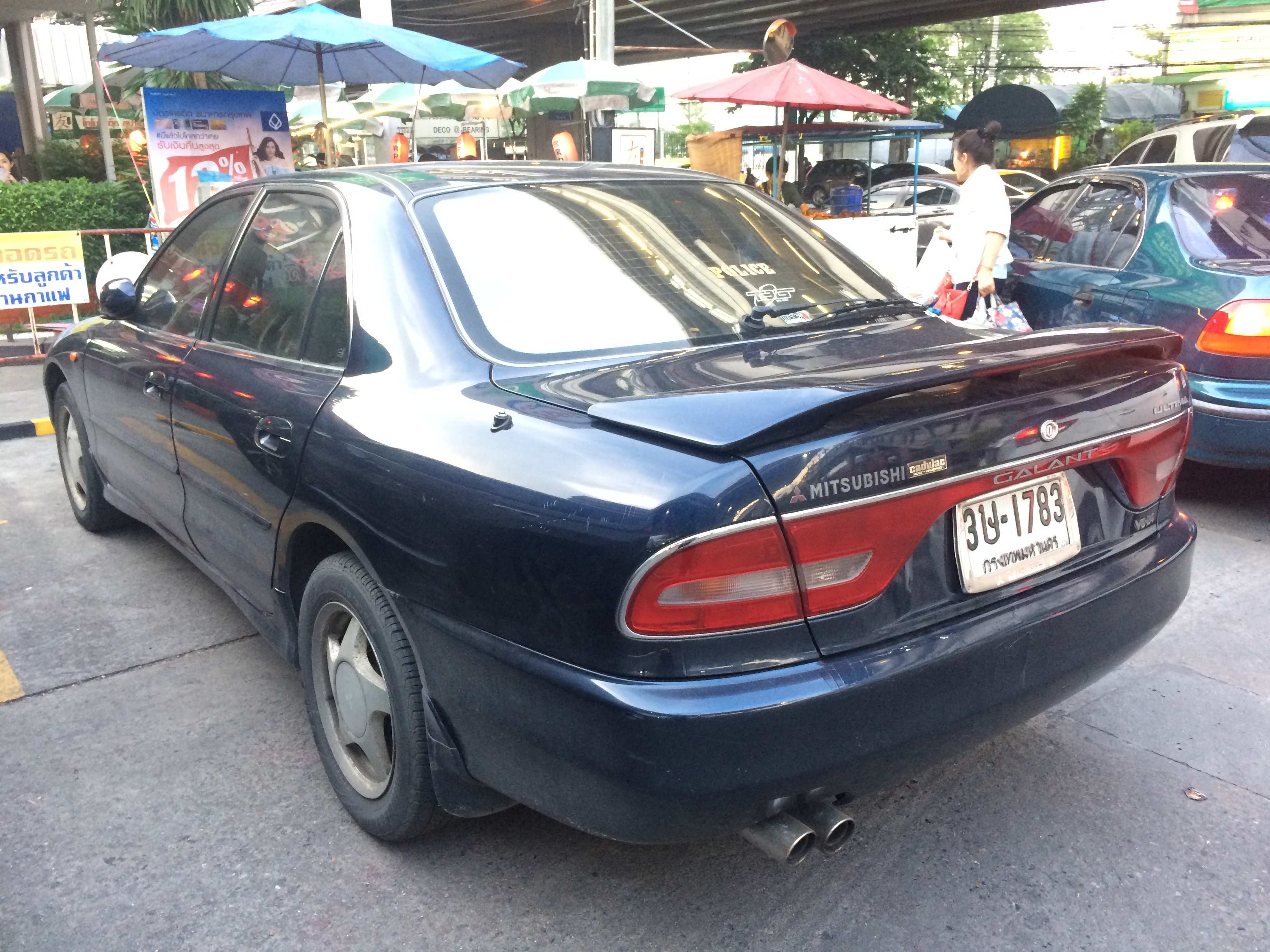
四門轎車前期型車尾
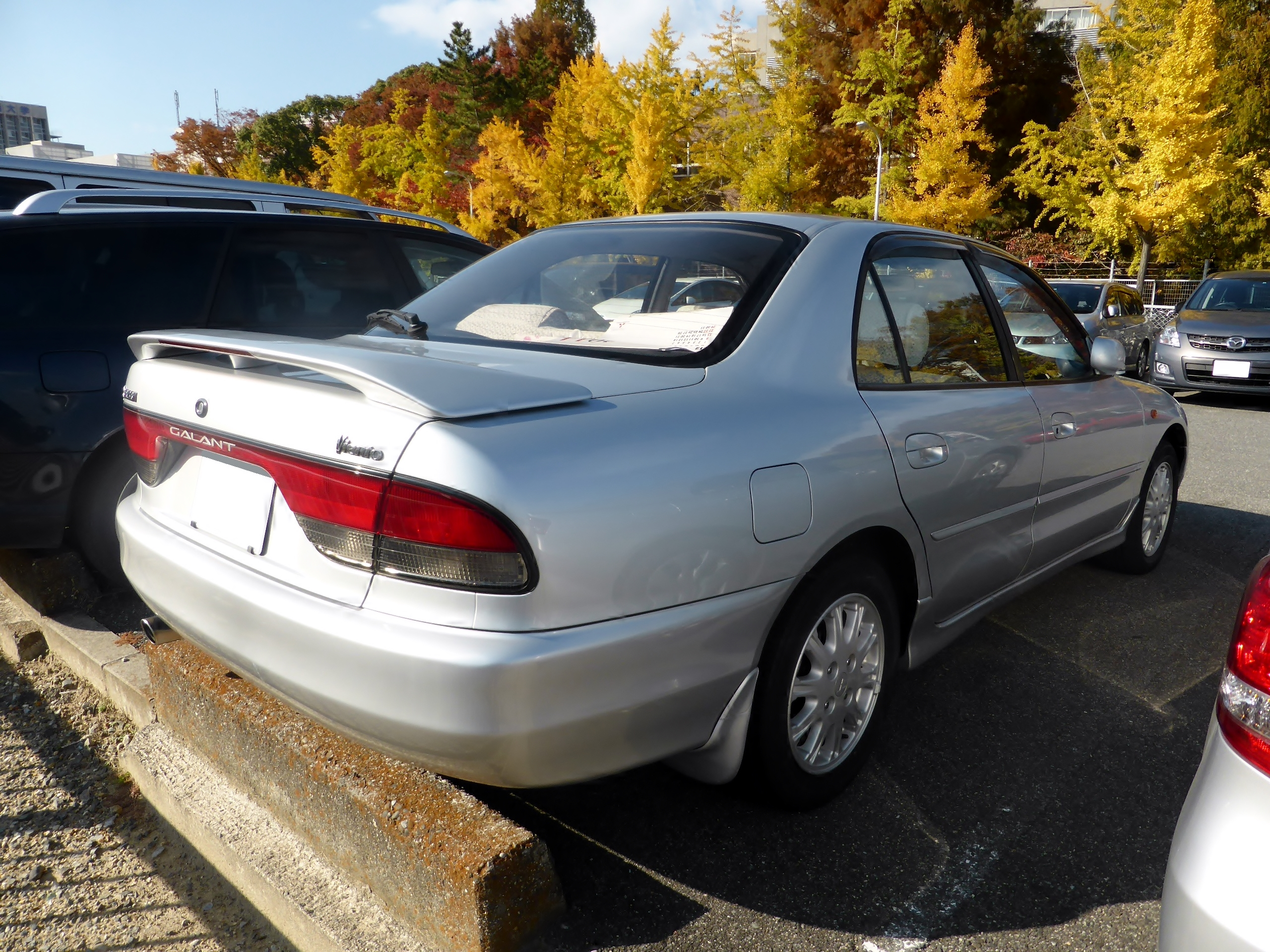
四門轎車後期型車尾
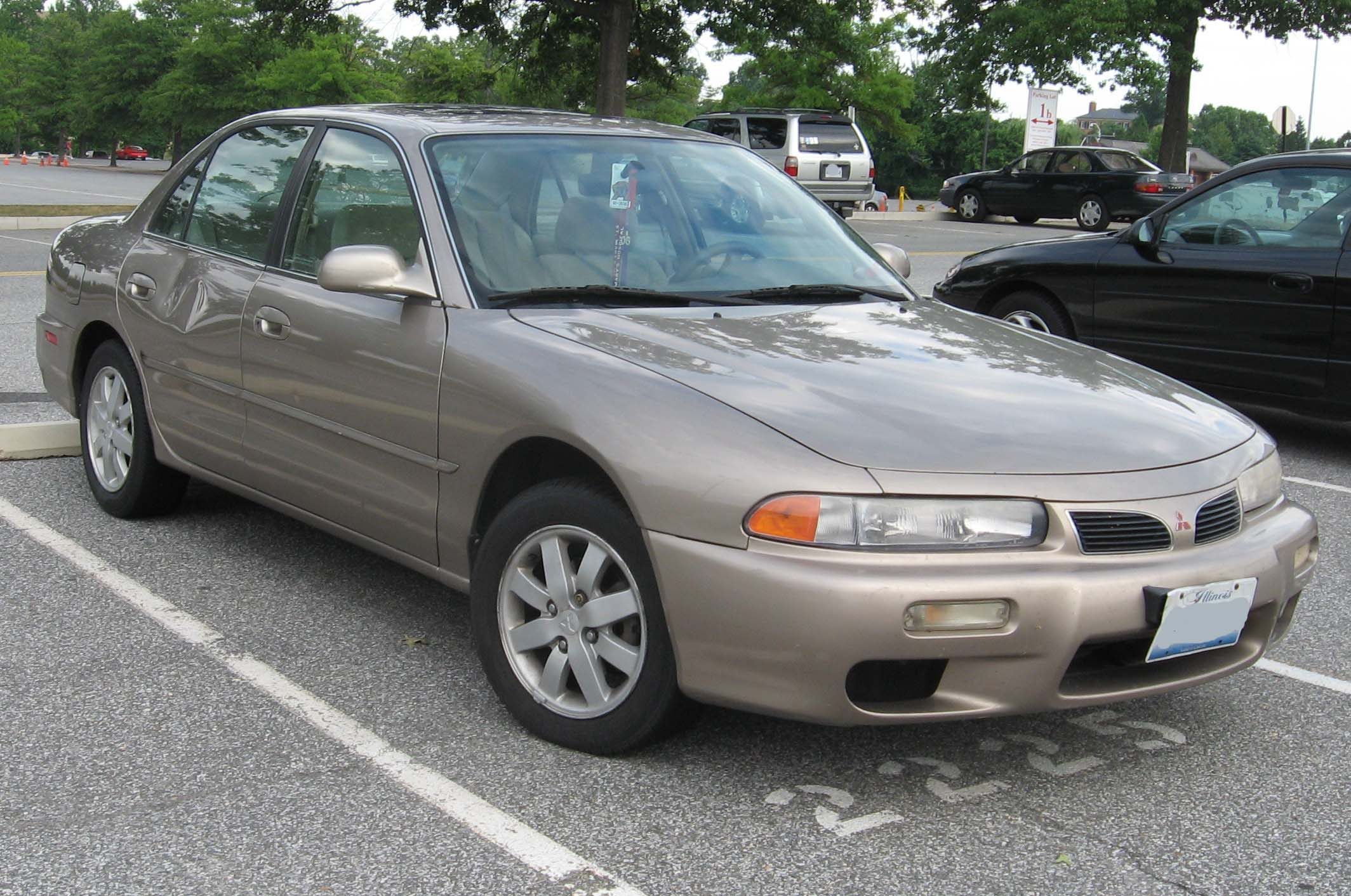
美規版後期型車頭

### 第八代EA1/7/EC1/3/7A系（1996年-2005年）
關於高階車型「VR-4」，請參看三菱Galant VR-4。
1996年 - 8月實施大改款，日規入門版搭載1.8L直列四缸DOHC GDI 4G93型引擎，成為全世界第一款採用汽油缸內直噴的量產乘用車。懸吊系統一樣四輪皆為多連桿式，驅動方式維持FF及全時4WD，全車系將ABS防鎖死刹車系統、前雙座安全氣囊列入標準配備。高階車型「VR-4」搭載2.5L V型六缸DOHC 6A13型雙渦輪增壓引擎（附中冷器），搭配新開發的五速INVECS-II自動排檔變速箱，使得最大馬力一舉攀升至日本車廠自主馬力上限的280ps / 5,500rpm，最大扭力369N⋅m / 4,000rpm。同時具備許多當時最先進的技術，包括AYC主動式舵角控制器、ASC車身動態穩定控制系統等。五門旅行車在日本市場獨立成「三菱Legnum」，但外銷版依舊稱為Galant。本代外銷版亦有使用其他引擎，包括2.0L直列四缸DOHC 4G63型、2.0L V型六缸DOHC 6A12型、2.5L V型六缸SOHC 6A13型等，還有北美限定的3.0L V型六缸DOHC 6G72型。
1997年 - 臺灣中華汽車工業國產化的第八代Galant在12月正式上市，搭載2.0L V型六缸DOHC 6A12型引擎，配合前雙A臂、後多連桿的懸吊設定。三菱汽車在委內瑞拉巴塞隆納工廠同年起投產三菱MX（五速手排變速箱），翌年推出三菱MF（四速INVECS-II自排變速箱），直到2006年才停售。儘管當地配備十分有限，但仍供應VR-4空力套件。
1998年 - 8月進行小改款，外觀方面改變進氣壩、保險桿、引擎蓋、尾燈等處之設計，內裝方面變更座椅材質及儀表板的GDI燈號，追加一具2.4L直列四缸DOHC GDI 4G64型引擎。此外，推出兄弟車三菱Aspire，差異在於頭燈是透明燈罩、車尾方向燈是琥珀色、三菱標誌為紅色、全車系皆為自排、沒有VR-4高階車型、高亮度儀表等。
1999年 - 1月臺灣中華汽車實施小改款，頭燈由燻黑改成晶鑽，並多追加「SEi」車型的新式鋁合金輪圈。
2000年 - 4月8日臺灣中華汽車推出「Galant JAZZ」特仕車，以「SEi」車型外加天窗、ABS防鎖死刹車系統、附有數位等化器和DSP環場音效設定的Panasonic 2-DIN音響、前單片外加12片CD換片箱、6支喇叭及後座8吋重低音單體、麂皮門飾鈑、麂皮椅面、不銹鋼門檻踏板等配備。5月部分改良，1.8L車型全部換裝成2.0L直列四缸DOHC GDI 4G94型引擎，最大馬力145ps、最大扭力19.5kg·m，並符合平成12年汽車廢氣排放標準。同年8月31日臺灣中華汽車第二度小改款，車頭改成直瀑鍍鉻水箱罩，尾燈自行重新設計，馬力由原先的133ps提升至142ps，高階EXi天窗版以上的車型才有的EASS三段式電子避震器更是臺灣車壇首創之配備，另外可加價選購由中華汽車和中華電信共同開發的G-NET系統。
2001年 - 9月臺灣中華汽車推出「Galant ΣSigma」特仕車，配備和JAZZ特仕車幾乎相同但沒有前述之音響系統，售價也略低一些。
2002年 - 9月日本市場大幅縮減車型陣容並廢除「VR-4」高階車型，只剩「VE」、「VR-G」，以及配置16吋鋁合金輪圈和後輪碟煞的「Viento」等三種車型。同年11月23日臺灣中華汽車實施第三次小改款，改成斜紋式水箱護罩，新增紅色煞車卡鉗及大型擾流尾翼，並邀請金城武作為產品代言人。可惜銷售成績仍欲振乏力，直到2004年悄然退場。
2005年 - 由於日本消費者對轎車的需求大減，11月15日三菱汽車決定撤出中大型轎車市場，同年12月和三菱Diamante一起停售。縱使2007年8月23日掛著「Galant」之名的三菱Galant Fortis出現，但本質上終究是第七代Lancer。

#### 獲獎紀錄
第八代Galant、Legnum曾獲得1996年第十七屆日本年度風雲車。

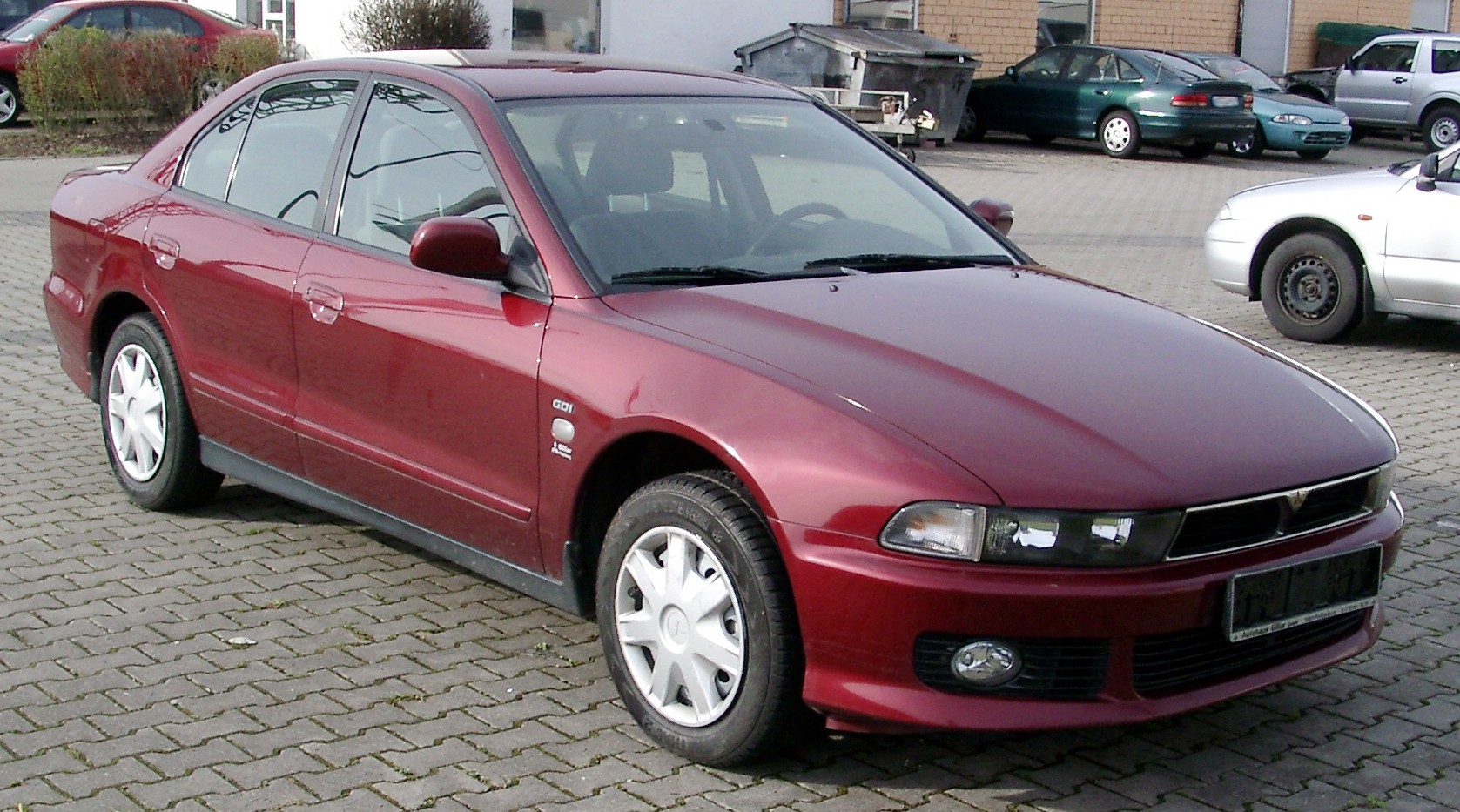
歐規版四門轎車車頭
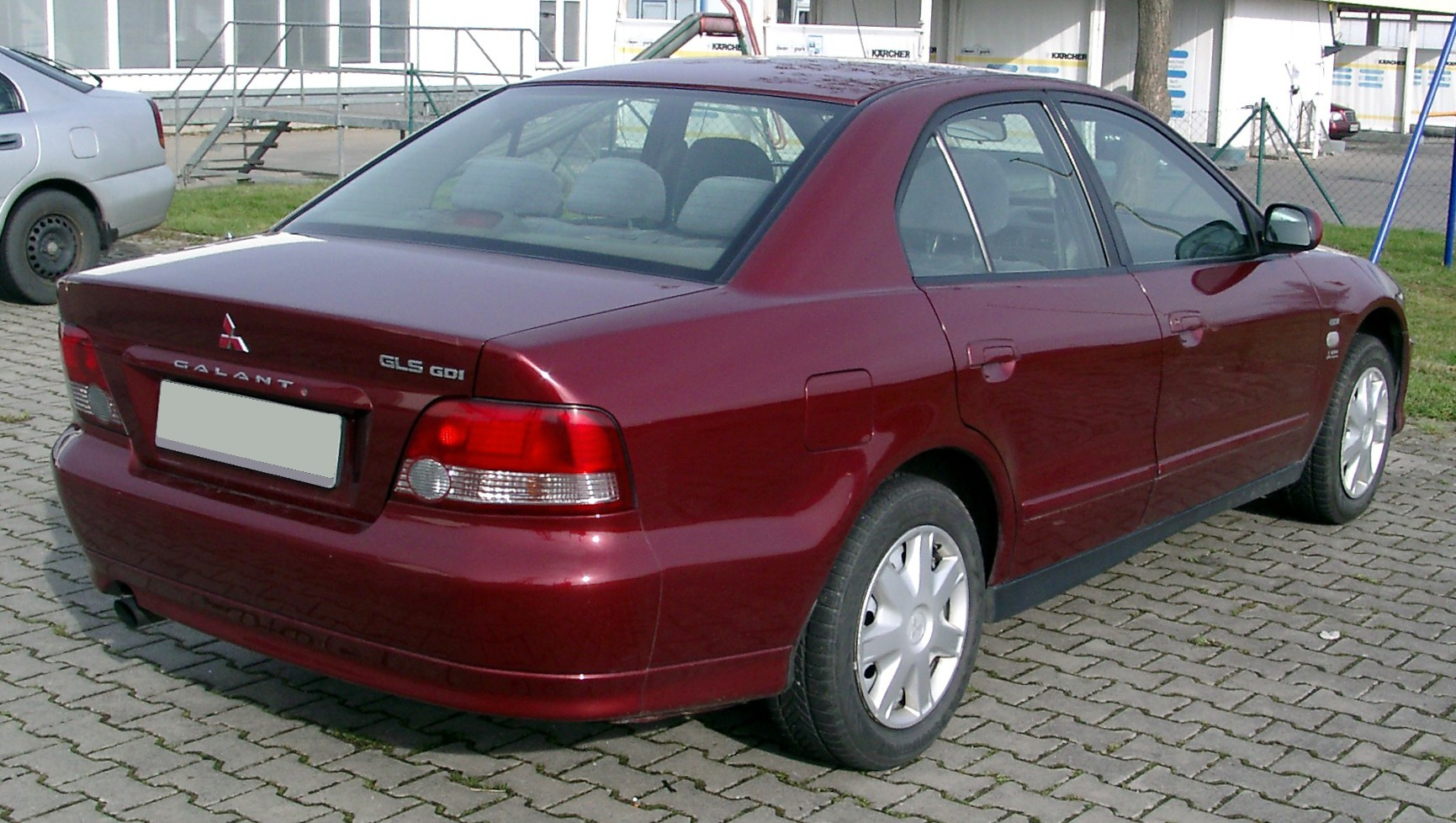
歐規版四門轎車車尾
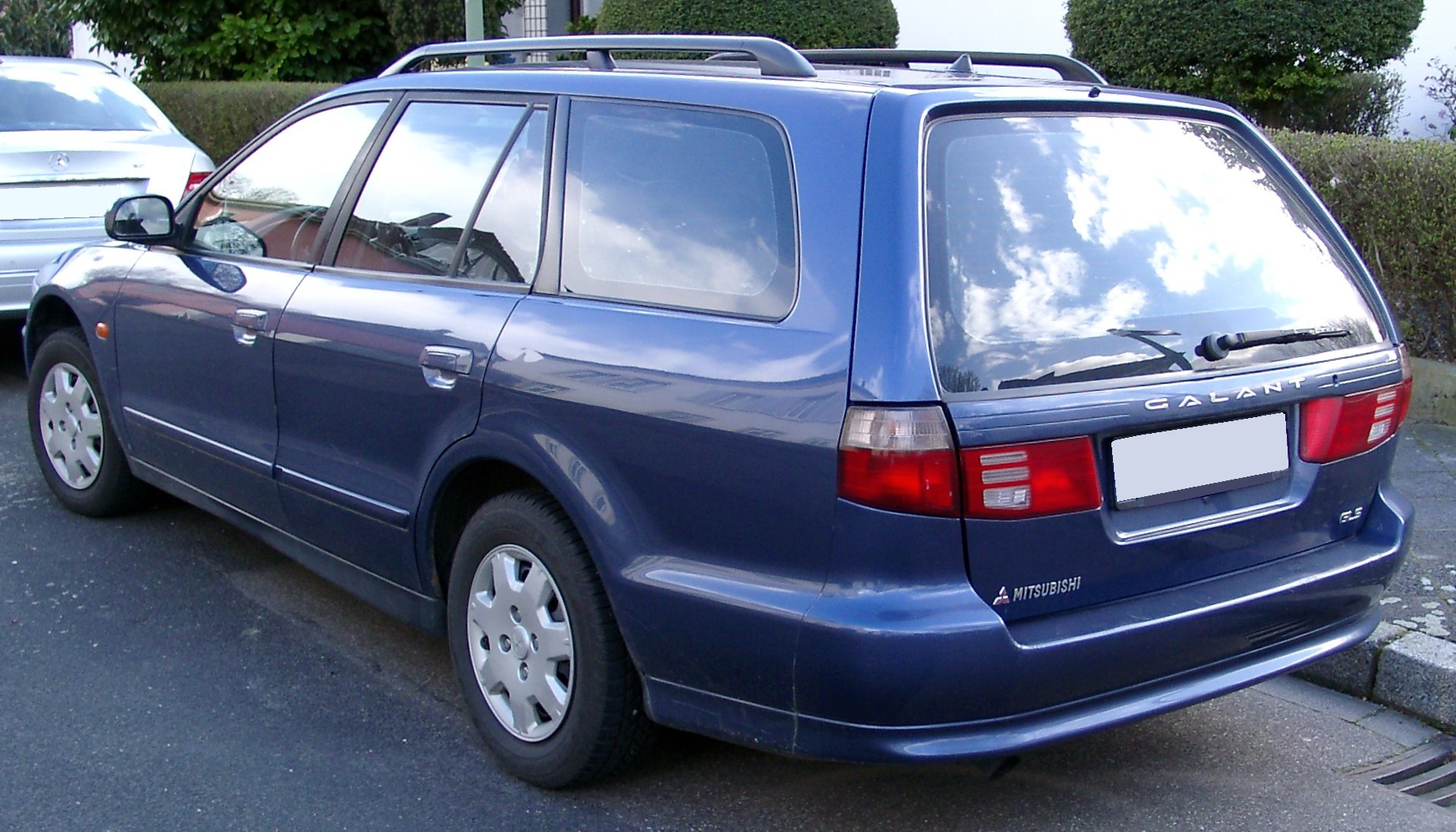
歐規版五門旅行車車尾
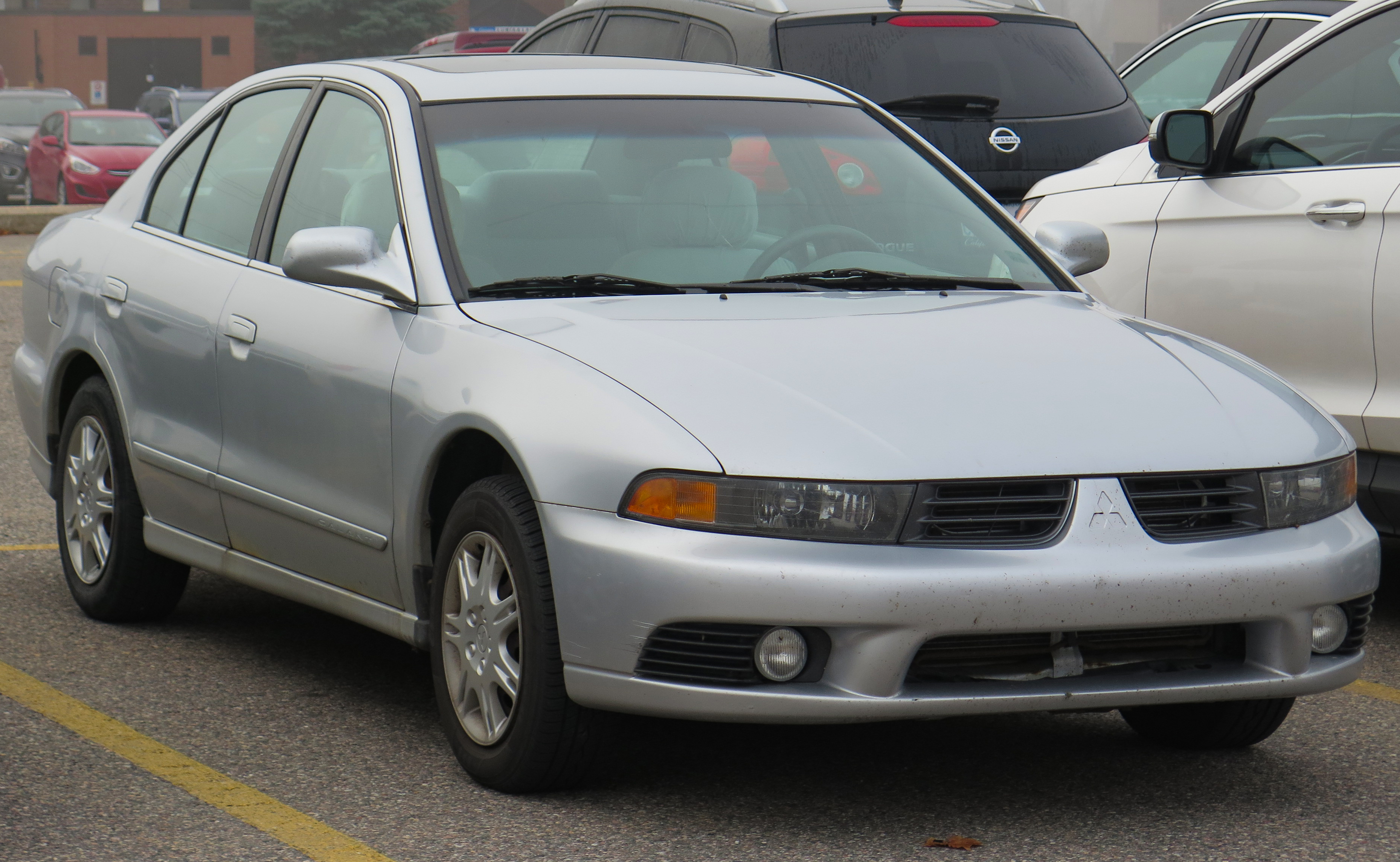
美規版小改款車頭
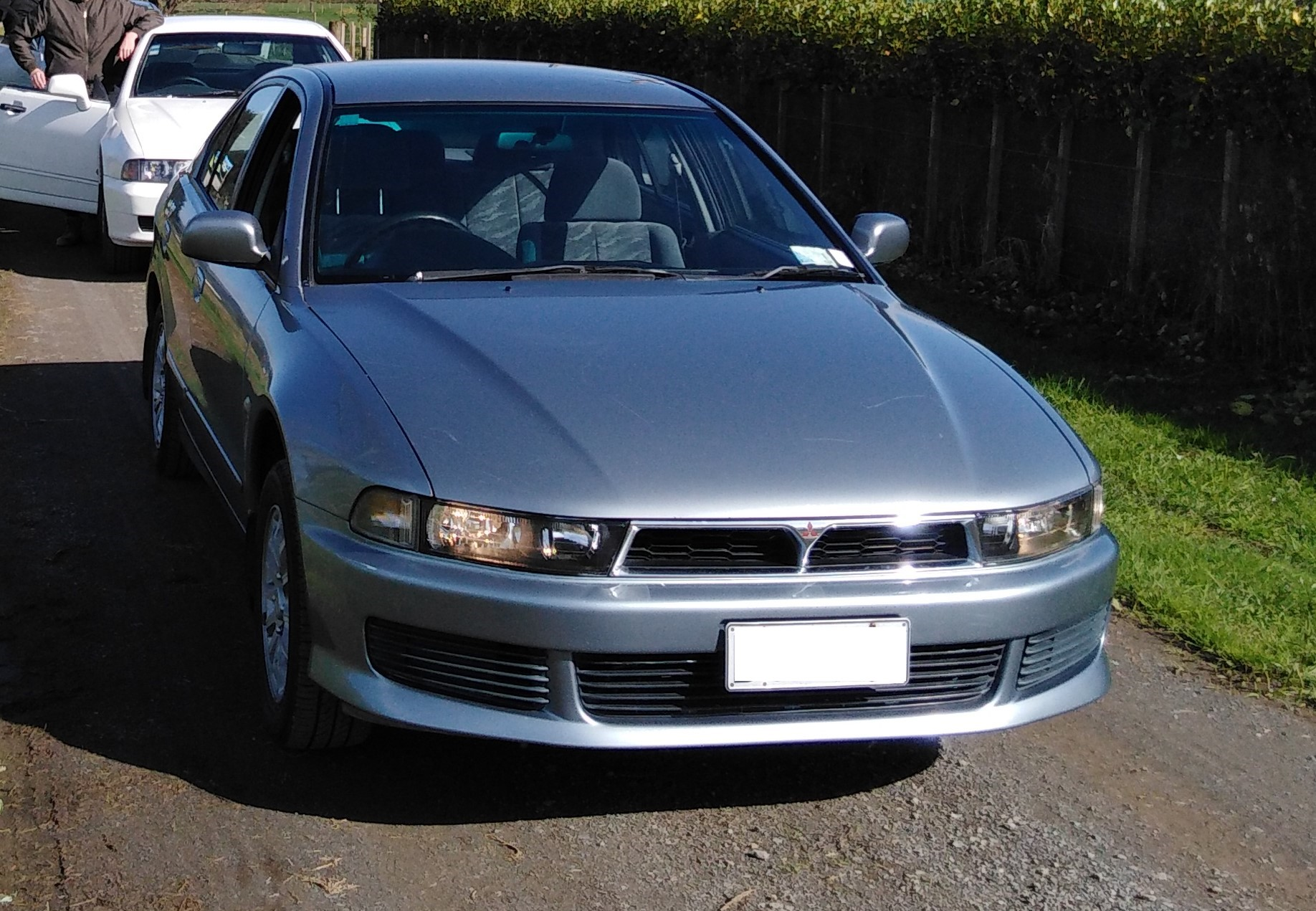
攝於紐西蘭
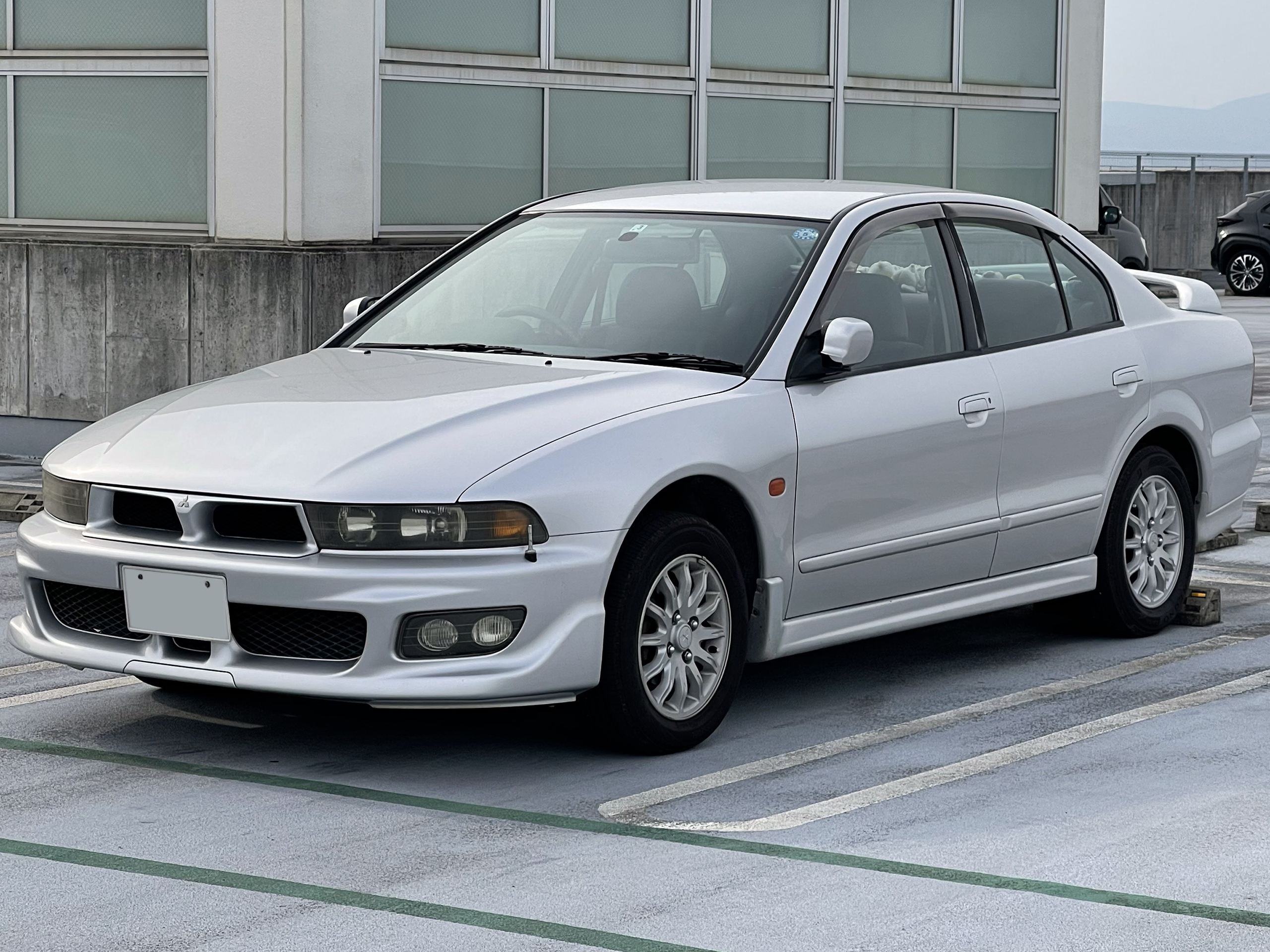
日規版Viento車型
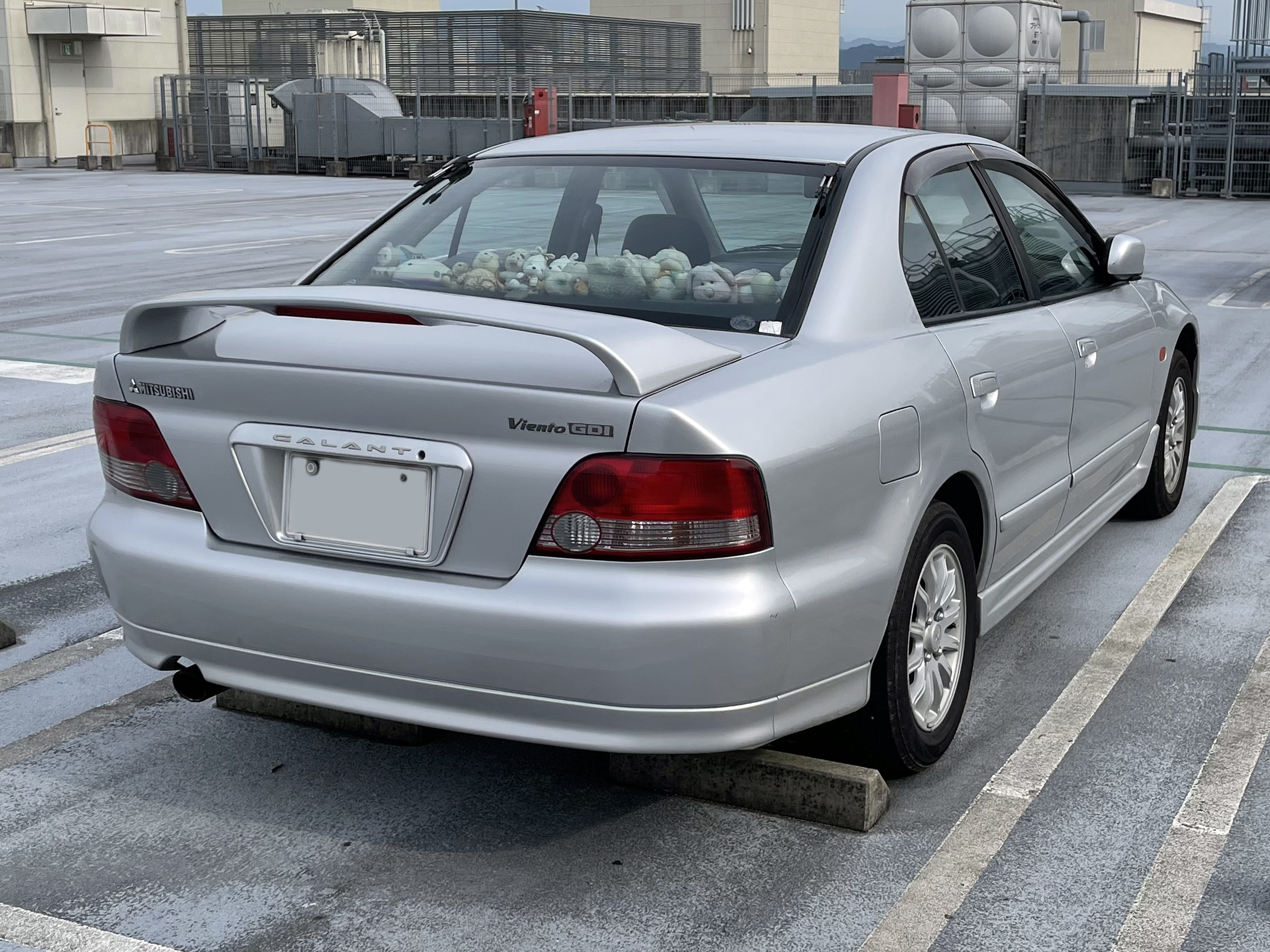
日規版Viento車型

### 第九代（2003年-2013年）

#### 北美洲
2003年 - 4月開幕的紐約國際車展中三菱汽車公開「美利堅計劃」的二個車款：全新改款的Galant和Diamante，這兩種車款皆基於三菱PS平台而開發，放大車身尺寸以對應市場需求。動力心臟有2.4L直列四缸SOHC MIVEC 4G69型及3.8L V型六缸DOHC 6G75型兩種選擇，全車系皆為四輪碟煞，但取消後輪防傾桿。
2006年 - 實施小改款，取消被車迷戲稱為「寶雷臉」的水箱罩設計，改成鍍鉻橫柵式；同年起開始外銷至俄羅斯、烏克蘭等地。
2007年 - 2月再度實行小改款，加大進氣壩面積，變更成橫條式紅白尾燈組，並推出「Ralliart」車型：包含動力升級成258hp及258lb⋅ft、更硬朗的懸吊系統、引擎室拉桿、後防傾桿、18吋鋁圈等配備。另有MMCS三菱多元通訊系統（（英文）Mitsubishi Multi Communication System），包含7吋觸控式螢幕、衛星導航系統等。此外，阿拉伯半島諸國開始進口美規版第九代Galant。
2011年 - 1月20日原廠發表中期經營計劃「跳躍2013」，宣布2014年全面停止北美洲專用車款。
2013年 - 12月正式停售第九代Galant。

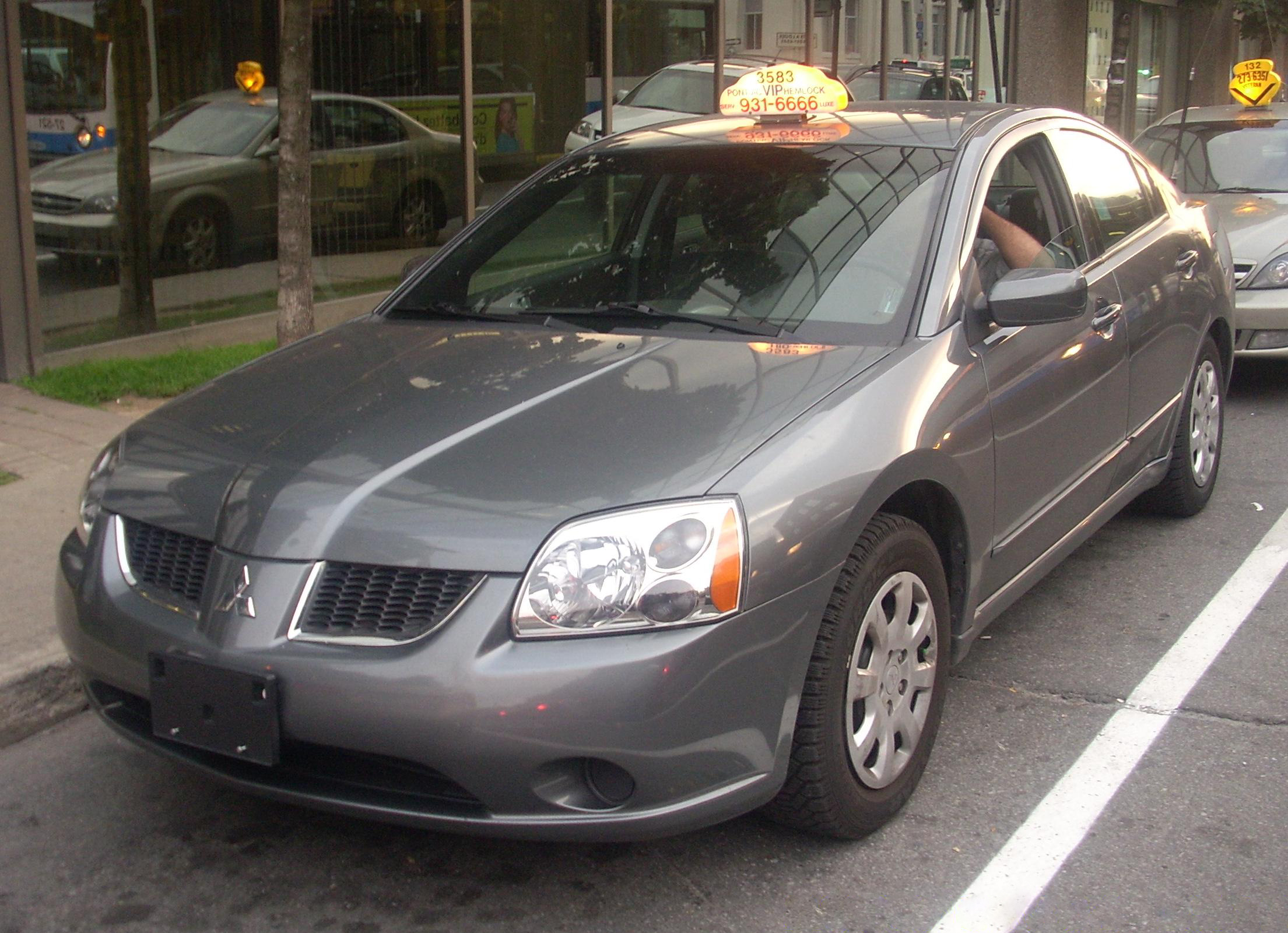
前期型
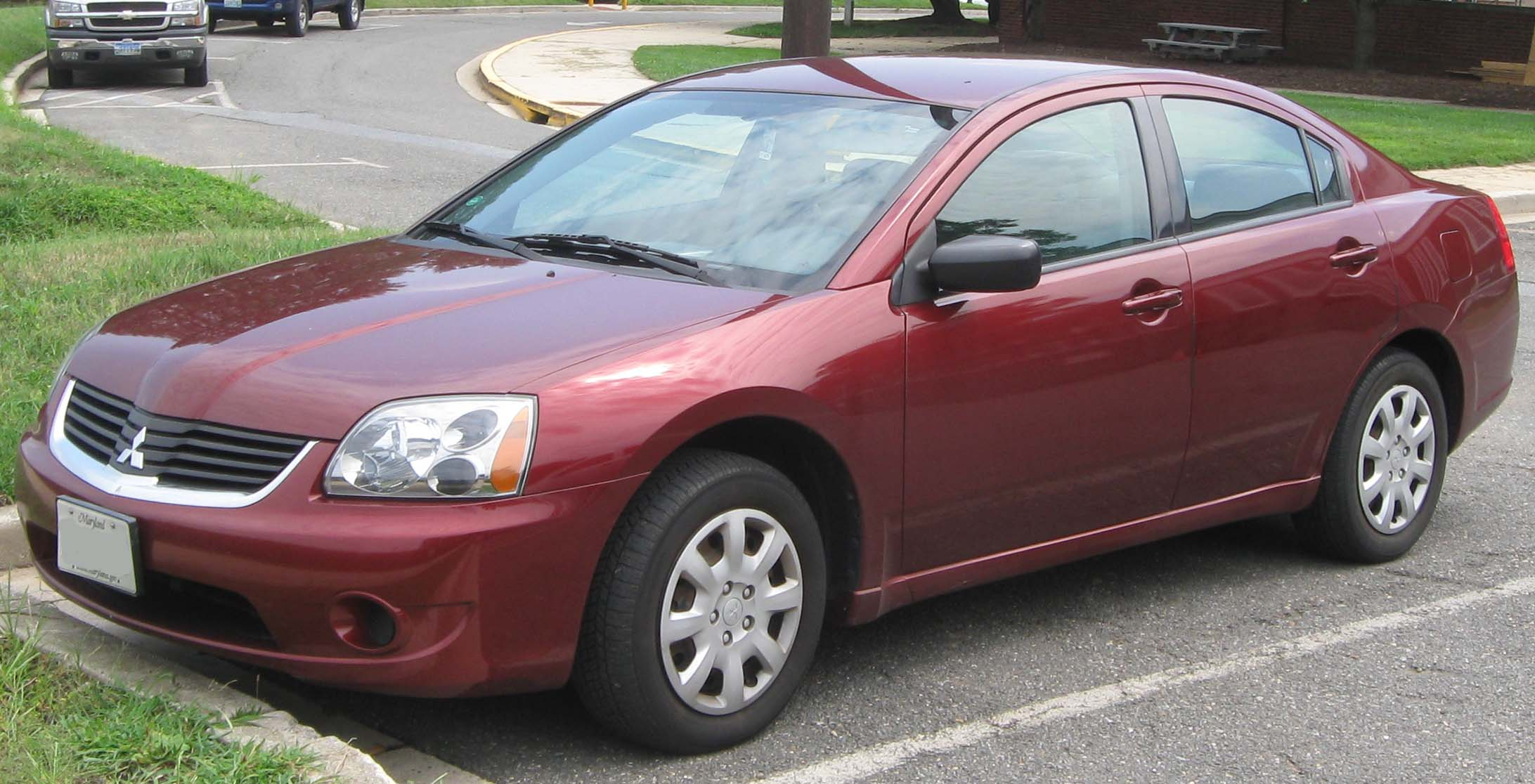
中期型
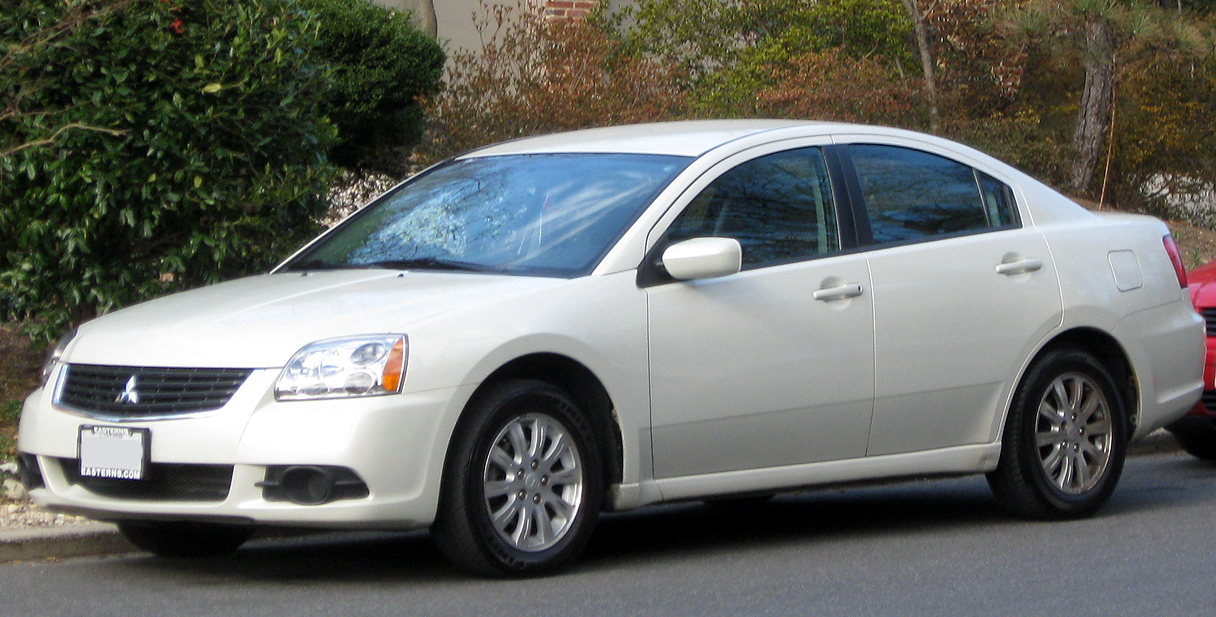
後期型
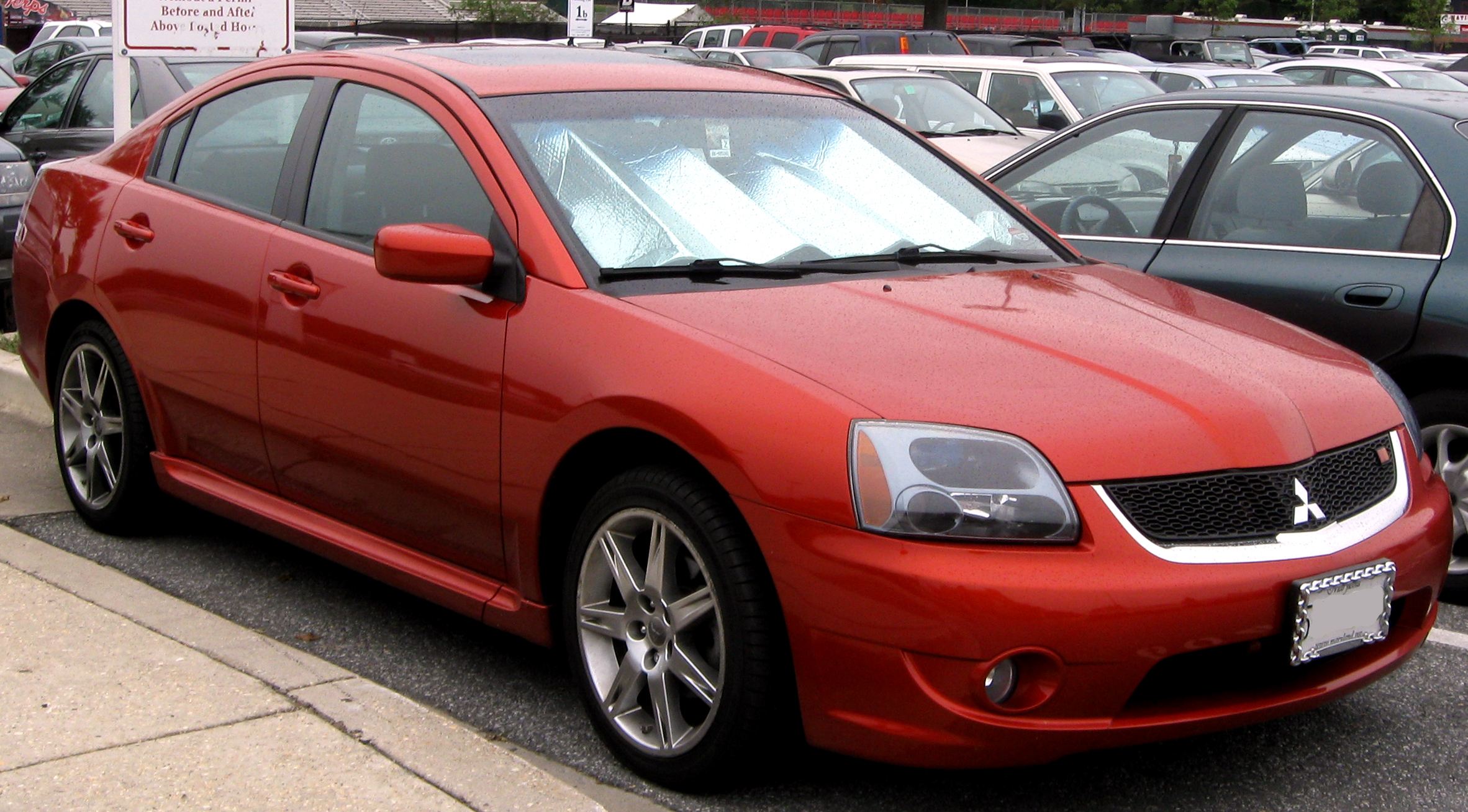
Ralliart車型

#### 亞洲
詳情請參照三菱Galant Grunder。

2004年 - 臺灣中華汽車在12月13日正式發表三菱Grunder，這部車以美規第九代Galant為基礎，由該公司麾下中華汽車亞洲技術研發中心邀請奧利佛·寶雷、吉爾哈·史丹諾兩位設計師共同參與，大幅變更內外裝設計。動力心臟使用2.4L直列四缸SOHC MIVEC 4G69型引擎，配合四速INVECS-II自排變速箱可輸出162hp / 5,500rpm的最大馬力與22.3kg·m / 4,000rpm的最大扭力。
2006年 - 前一年6月菲律賓三菱汽車公司（Mitsubishi Motors Philippines Corporation）在馬尼拉車展中引進Grunder，造成極大的迴響，於是首批50輛車於2006年1月5月開始出口交付。同年11月由福汽集團、三菱汽車及中華汽車三方共同投資的東南汽車，宣布下線製造Grunder並取名為三菱戈藍。
2007年 - 12月20日中華汽車實施小改款，將水箱罩換成大面積鍍鉻橫條，尾燈將透明方向燈與煞車燈的上下位置替換，並新增十幅交錯式輪圈及鍍鉻車門把手，雙前座安全氣囊及電動天窗列入標配。
2009年 - 9月20日東南汽車追加一具2.0L直列四缸DOHC MIVEC 4G94型之動力，最大馬力118Kw / 6,000rpm，最大扭力183N·m / 4,000rpm。
2013年 - 因油價高漲、中大型轎車風潮退燒，中華汽車於年底停產Grunder，而東南汽車也於2015年正式停售。

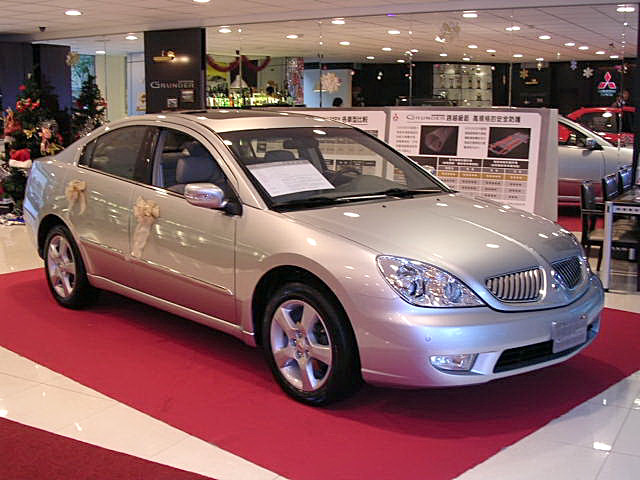
前期型
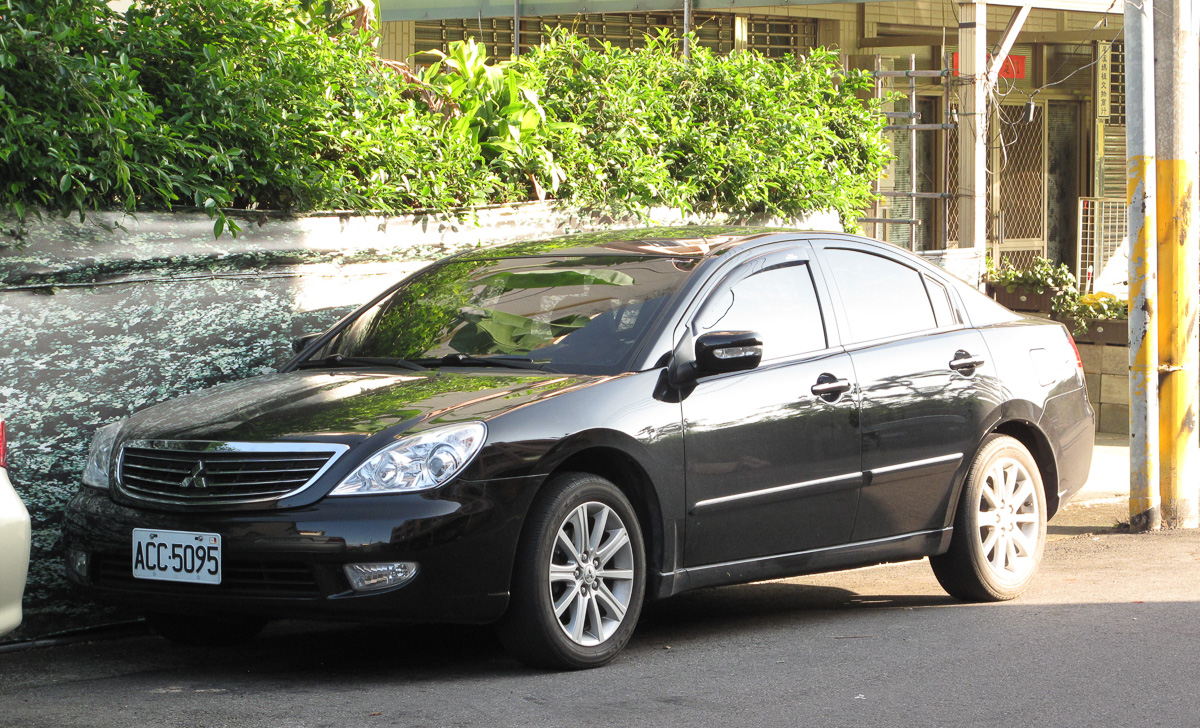
後期型
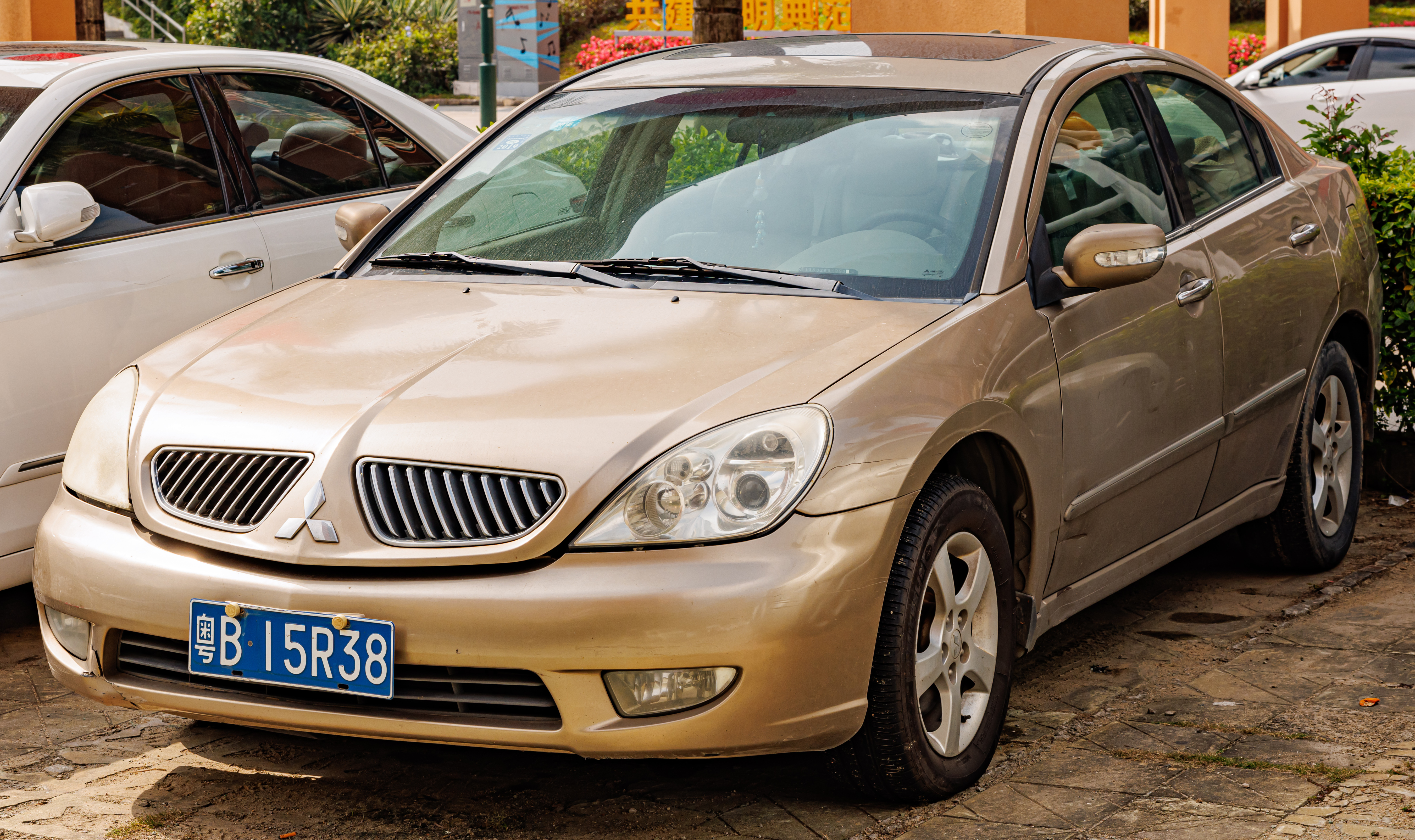
三菱戈藍
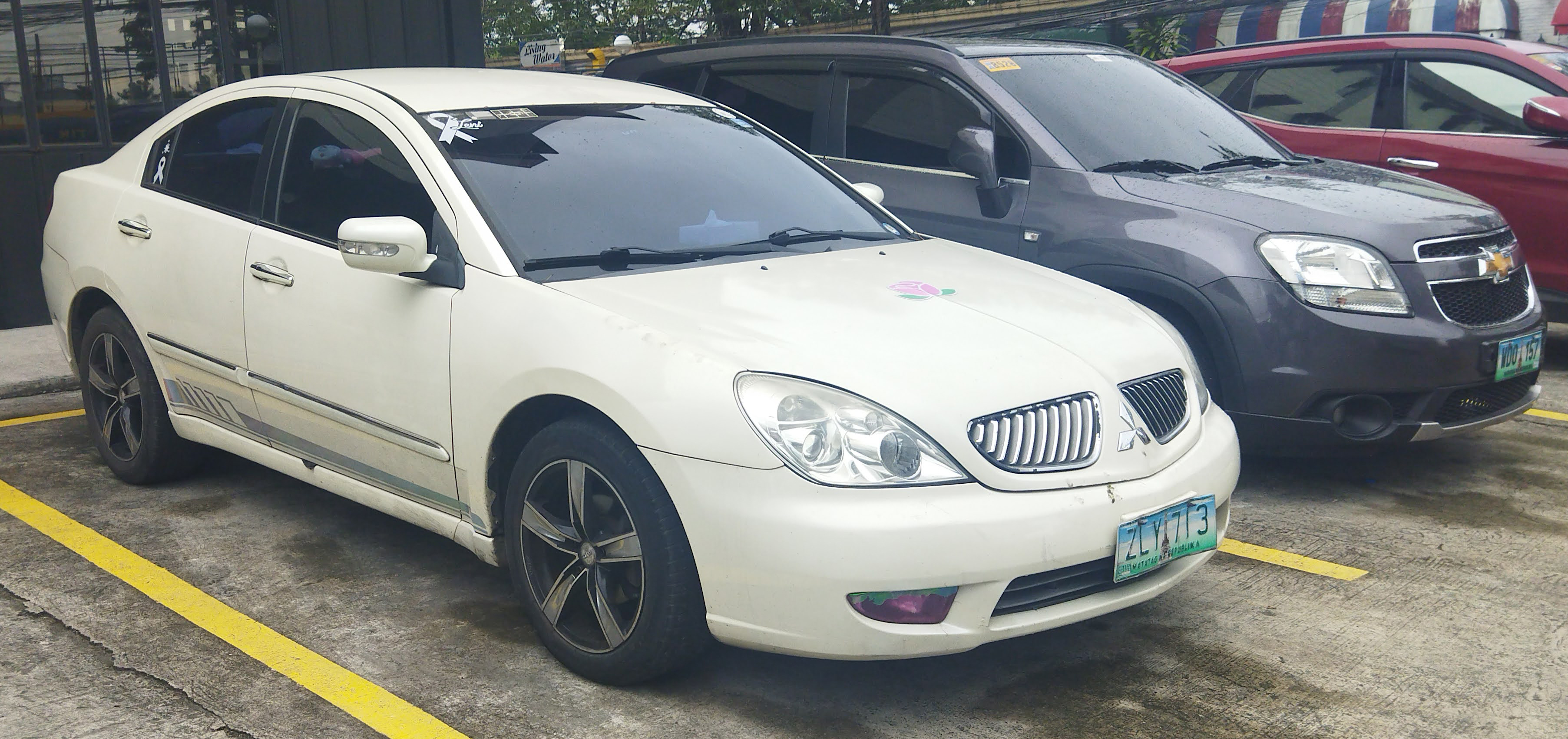
菲律賓版Galant 240M

#### 大洋洲

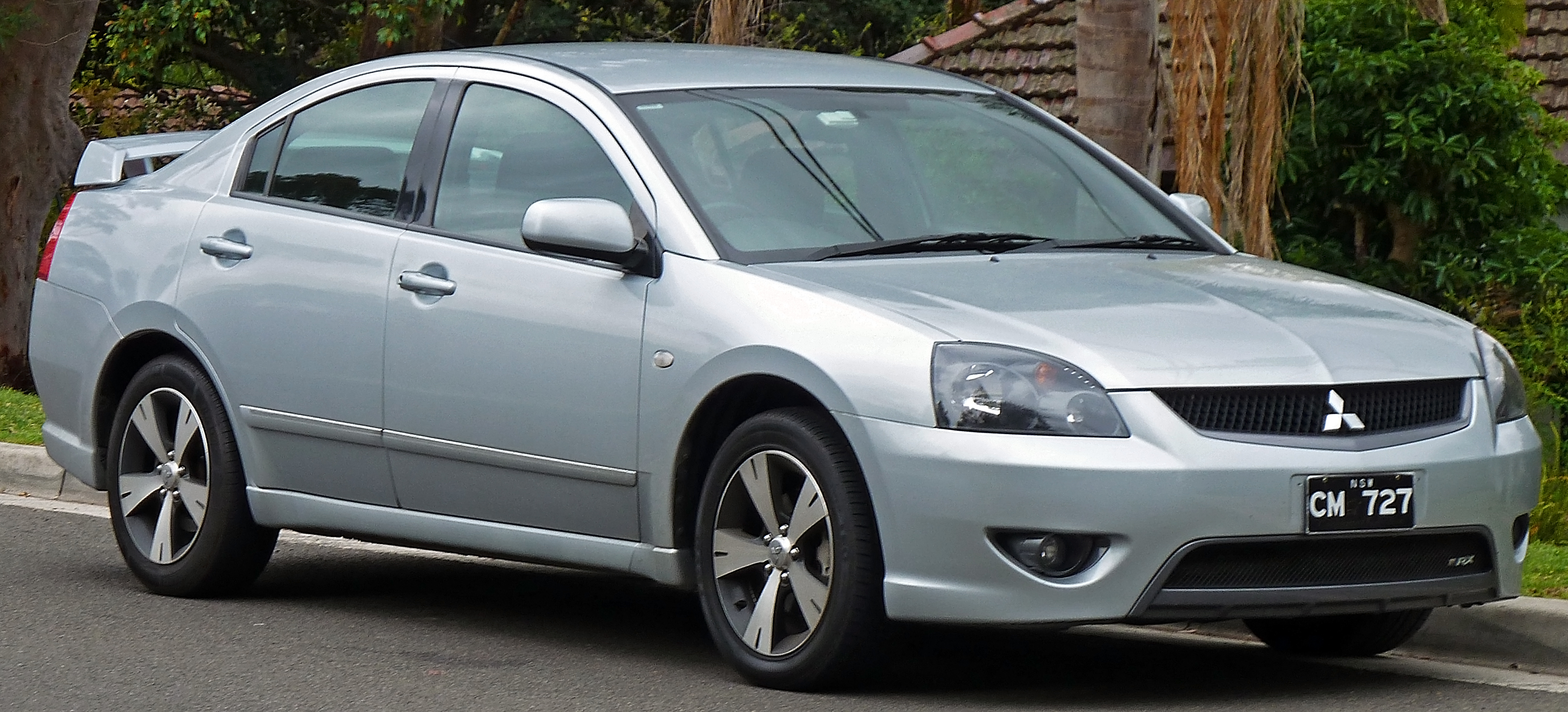

詳情請參照三菱380。

澳洲三菱汽車（Mitsubishi Motors Australia Limited，縮寫成MMAL）自2005年起組裝製造三菱380，以供應當地及紐西蘭市場。採用3.8L V型六缸DOHC 6G75型引擎，車頭與車尾造型與美規版、臺規版出現些許差異。該車款用來接替三菱Magna，但2008年正式停產，同時也是三菱汽車在當地的最後一款國產車。2008年東士利公園工廠關閉停產之前，曾推出全球限量20部的「TMR 380」特仕車（Team Mitsubishi Ralliart之縮寫），搭載機械增壓版的6G75型引擎。

## 其他帶有Galant車名的車款
2007年4月26日原廠在日本當地推出「三菱Galant Fortis」，實質上算是第七代Lancer，理由是2005年12月第八代Galant和第二代Diamante停售，三菱汽車的產品陣容中獨缺轎車這一塊。同時考量到年齡40至60歲之間「團塊世代」客戶層的想法，他們比較能夠接受三菱的中型轎車Galant。第三點則是當時第六代Lancer仍繼續生產，以日產AD換牌生產的三菱Lancer Cargo也存在於市場上，為了避免混淆而使用Galant之名。加上副名稱「Fortis」則是由於大改款的第九代Galant正在北美市場販售，必須加上副名稱以免混淆。
在汶萊闊別15年之後，其總代理GHK汽車於2015年再次引進「三菱Galant Sportback」。這款車其實就是第七代Lancer，搭載2.4L直列四缸SOHC 4G69型引擎，配合INVECS-III型CVT無段變速系統可輸出最大馬力168hp / 6,000rpm、扭力峰值226N·m / 4,100rpm。全車外型上包含Ralliart空力套件組、18吋鋁圈等，內裝方面包含換檔撥片、6.1吋彩色中控螢幕、巡航定速系統等，安全配備包括雙前座安全氣囊、ABS防鎖死煞車系統、EBD電子制動力分配系統等。不過因為銷售成績低迷，2017年8月遂停止販售。

## 相關衍生車款
- 三菱Galant Λ
- 三菱Colt Galant GTO
- 三菱Galant Coupe FTO
- 三菱Eterna
- 三菱Legnum
- 三菱Emeraude
- 三菱Aspire
- 三菱Eclipse
- 三菱Endeavor
- 三菱Galant Grunder
- 三菱380
- 克萊斯勒Sebring（英语：Chrysler Sebring）
- 道奇Avenger（英语：Dodge Avenger）
- 寶騰Perdana

## 外部連結
- （日語）B-cles car: 三菱 コルトギャラン (初代 1969-1973) （页面存档备份，存于）
- udn發燒車訊：AMG幫三菱調校？這輛Mitsubishi Galant AMG可是一代經典！ （页面存档备份，存于）
- 小七車觀點：Galant AMG (E33A) （页面存档备份，存于）
- （日語）三菱 ギャラン (7代目 1992-1996)：プラットフォームを一新すると共にハッチバックを追加 （页面存档备份，存于）
- （日語）三菱 ギャラン (8代目 1996-2005)：GDIエンジンや280psのターボエンジンを設定 （页面存档备份，存于）
- 台灣國產車列傳：MITSUBISHI GALANT 1997~2004 （页面存档备份，存于）